# Bremerhaven

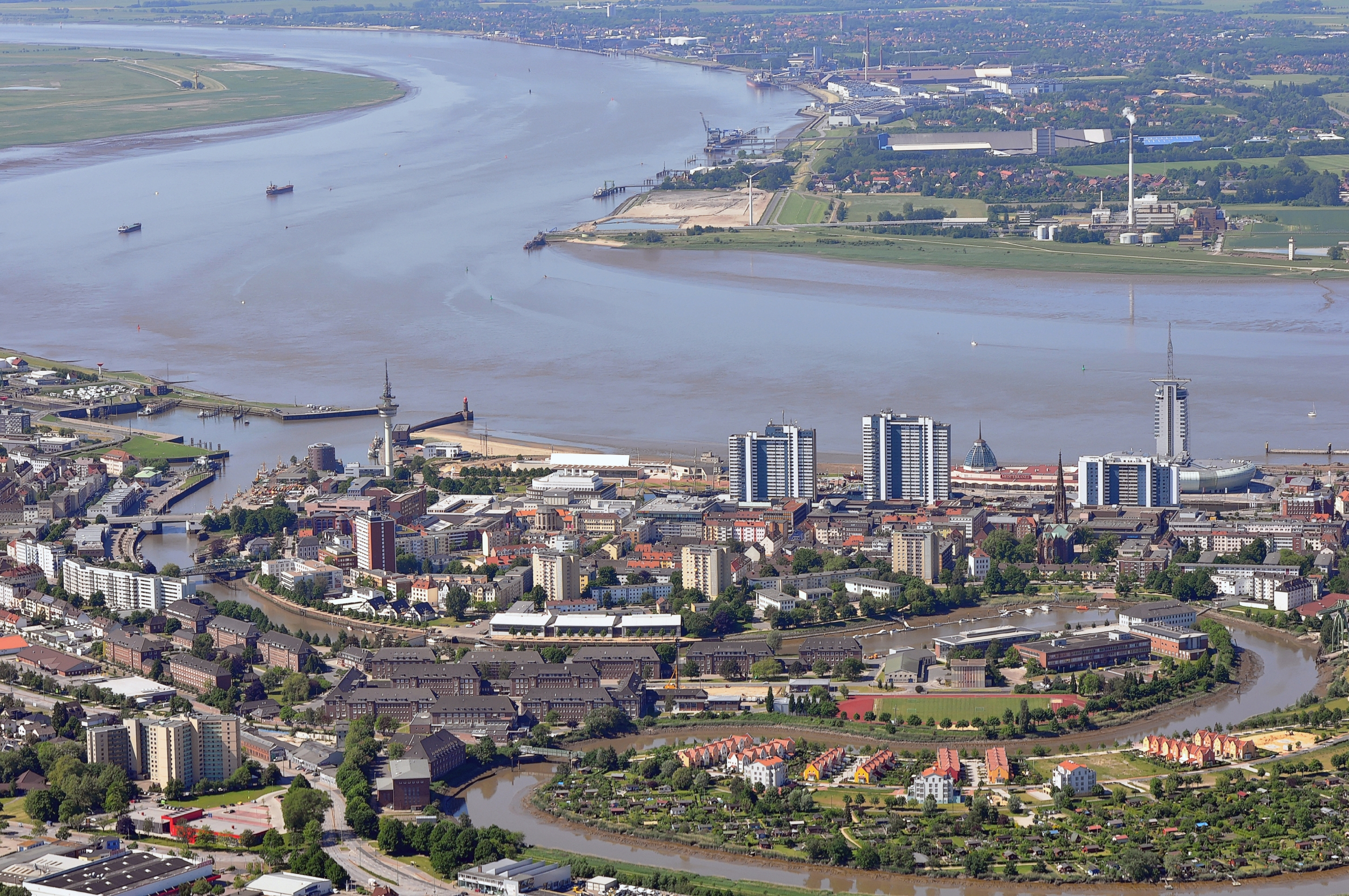
Stadtmitte zwischen Geeste und Weser

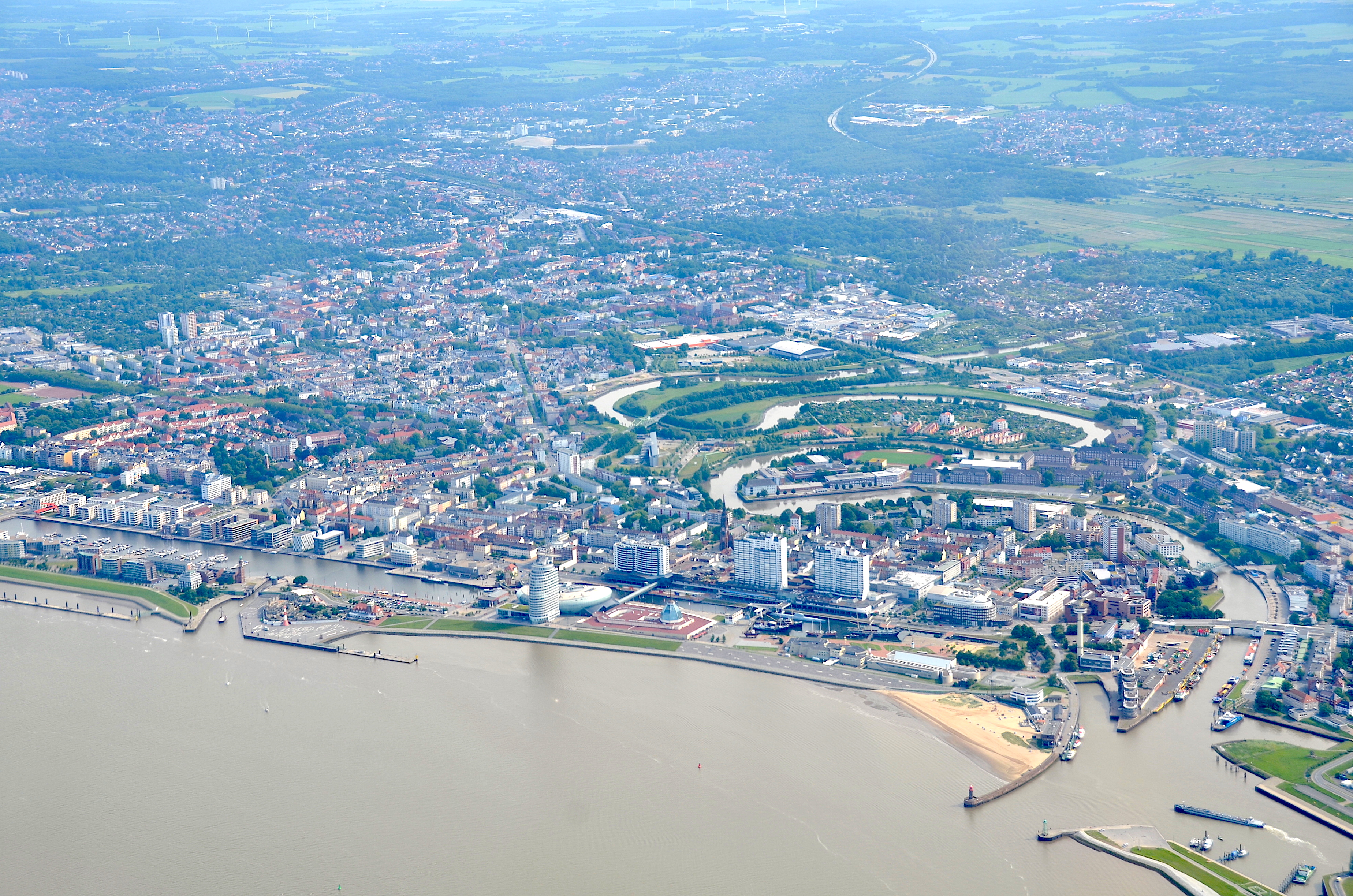
Blick über Bremerhaven (2019)

Die Stadtgemeinde Bremerhaven (niederdeutsch Bremerhoben) ist eine Großstadt am Westrand des Elbe-Weser-Dreiecks, das in die Nordsee übergeht. Sie liegt länglich an der Unter- und Außenweser, gegründet wurde sie 1827. Sie gehört als Exklave zum Land Freie Hansestadt Bremen und ist Teil der Metropolregion Nordwest. Landseitig umschlossen ist sie vom Landkreis Cuxhaven, für den sie das Oberzentrum darstellt. Die Geschichte der Häfen in Bremerhaven beginnt 1830 mit dem Alten Hafen. Mittlerweile ist Bremerhaven nicht mehr nur eine Hafen-, Handels- und Industriestadt, sondern durch den regionalen Strukturwandel auch eine Dienstleistungs- und Wissensstadt mit Tourismus. Die Hochschule Bremerhaven und mehrere Institute und Technologiezentren bilden im Verbund mit den Bremer Wissensstandorten ein Zentrum europäischer Spitzentechnologie. Bekannt sind der Leuchtturm Bremerhaven, das Deutsche Schifffahrtsmuseum, das Deutsche Auswandererhaus und das Klimahaus Bremerhaven.
Bremerhaven bezeichnet sich als Seestadt, da der sich öffnende Mündungstrichter der Weser diesen Eindruck vermittelt.

## Geografie

Exklaven und Enklaven von Stadt und Land Bremen und Stadt Bremerhaven. Alle drei Flächen sind zugleich Enklaven des Landes Niedersachsen

### Geografische Lage
Bremerhaven liegt 67 km nördlich von Bremen am Ostufer der Weser, die nördlich der Mündung der Geeste in die Weser von der Unterweser in die Außenweser übergeht. Das Stadtgebiet ist maximal 15 km lang und 11 km breit. Bremerhaven bildet zusammen mit der Bremer Exklave Stadtbremisches Überseehafengebiet Bremerhaven eine Exklave der Freien Hansestadt Bremen. Ein Teil des Ortsteils Fehrmoor im Nordosten der Stadt ist, abgeschnitten durch einen schmalen niedersächsischen Landstreifen, eine Exklave der Stadtgemeinde Bremerhaven.

### Nachbarorte
Nachbargemeinden sind im Norden Geestland, im Osten Schiffdorf und im Süden Loxstedt. Im Westen grenzt die Stadt Bremen mit ihrer Exklave des Überseehafens an Bremerhaven. Auf der anderen, niedersächsischen Weserseite liegt Blexen, das die Weserfähre Bremerhaven–Nordenham mit Bremerhaven verbindet.

### Geomorphologie und Naturlandschaften
Die Stadt liegt etwa 0,2 m bis 2 m ü. NHN. Die höchste natürliche Erhebung mit 11,1 m liegt im Stadtteil Leherheide (Debstedter Weg / Brunnenstraße) als Ausläufer der Hohen Lieth, einer Geest-Landschaft, die sich nördlich der Stadt zwischen Bremerhaven und Cuxhaven erstreckt. Seit Anfang der 2020er Jahre ist der Leherheider Tunnelberg, ein durch Aufschüttung künstlich geschaffener Aussichtsberg mit einer Höhe von etwa 25,5 m, der höchste öffentlich zugängliche Punkt. Höher ist nur die ebenfalls künstlich aufgeschüttete Deponie Grauer Wall (28,5 m). Das Gegenstück der Hohen Lieth südlich der Geeste wird in der naturräumlichen Gliederung die Beverstedter Moorgeest genannt; zusammen sind sie ein Teil der Wesermünder Geest. Auf der sturmflutsichereren Geest liegen die meisten der alten Ortskerne des heutigen Bremerhavens: Lehe, Geestendorf und Wulsdorf. Die Weserdeiche erreichen zwischen dem Stadt- und Ortsteil Weddewarden und dem Neuen Lunesiel (Höhen zwischen 6,2 m und 8,3 m).
Der andere Naturraum in Bremerhaven ist die Marsch: Wurster Marsch nördlich, Würdener Marsch südlich der Geeste als Teile der Weser-Marsch, sowie die Geeste-Marsch und die Rohr-Marsch. In der Marsch liegt der alte Ortskern von Weddewarden. Auch (Alt-)Bremerhaven wurde in der Marsch gegründet. In der Weser findet man zudem kleinere Wattflächen, die zum UNESCO-Welterbe gehören.
Die Weser, Geeste, Rohr, Lune und Aue durchfließen oder tangieren die Stadt.

### Stadtgliederung
Die Stadtgemeinde Bremerhaven ist in zwei Stadtbezirke (Nord und Süd) und diese in neun Stadtteile gegliedert. Die Stadtteile sind weiter in 24 Ortsteile unterteilt.

### Stadtbremisches Überseehafengebiet Bremerhaven
Der Überseehafen gehört seit dem 1. April 1938 zur Stadt Bremen. Die Stadt Bremerhaven übt vertraglich für das Gebiet teilweise die Kommunalverwaltung aus.

### Klima
Durch die Nähe zur Nordsee ist das Klima größtenteils maritim ausgeglichen. Im Sommer sind längere Hitzeperioden mit Temperaturen von über 30 °C eher selten; im Winter liegt meist nur wenig oder gar kein Schnee, und die tiefsten Temperaturen sinken kaum unter −10 °C ab. Die Jahresmitteltemperatur beträgt ca. 9,1 °C. Im Jahresdurchschnitt fallen rund 741,5 mm Niederschlag; der meiste Niederschlag fällt im Juni und Juli. Im Februar ist es mit rund 36 mm am trockensten. Die höchste je gemessene Temperatur betrug 35,8 °C am 9. August 1992 und die tiefste gemessene Temperatur −18,6 °C am 25. Februar 1956 (Stand Oktober 2009).
|                        | Jan  | Feb  | Mär  | Apr  | Mai  | Jun  | Jul  | Aug  | Sep  | Okt  | Nov  | Dez  |   |       |
| Mittl. Temperatur (°C) | 1,1  | 1,6  | 4,1  | 7,5  | 12,3 | 15,4 | 16,8 | 16,9 | 14,2 | 10,3 | 5,6  | 2,5  | ⌀ | 9,1   |
| Mittl. Tagesmax. (°C)  | 3,0  | 3,8  | 6,9  | 10,9 | 16,1 | 18,9 | 20,0 | 20,5 | 17,6 | 13,2 | 7,8  | 4,3  | ⌀ | 12    |
| Mittl. Tagesmin. (°C)  | −1,0 | −0,7 | 1,5  | 4,3  | 8,5  | 11,9 | 13,7 | 13,5 | 11,1 | 7,7  | 3,5  | 0,4  | ⌀ | 6,2   |
|                        |      |      |      |      |      |      |      |      |      |      |      |      |   |       |
| Niederschlag (mm)      | 56,0 | 36,1 | 50,3 | 47,8 | 56,3 | 73,1 | 78,7 | 71,7 | 67,9 | 65,3 | 71,4 | 66,9 | Σ | 741,5 |
|                        |      |      |      |      |      |      |      |      |      |      |      |      |   |       |
| Sonnenstunden (h/d)    | 1,3  | 2,1  | 3,3  | 5,2  | 6,7  | 6,7  | 6,3  | 6,2  | 4,3  | 3,1  | 1,6  | 1,1  | ⌀ | 4     |
|                        |      |      |      |      |      |      |      |      |      |      |      |      |   |       |
| Luftfeuchtigkeit (%)   | 89   | 85   | 82   | 78   | 75   | 77   | 78   | 78   | 81   | 85   | 87   | 89   | ⌀ | 82    |

| −1,0 |

| −0,7 |

| 1,5 |

| 4,3 |

| 8,5 |

| 11,9 |

| 13,7 |

| 13,5 |

| 11,1 |

| 7,7 |

| 3,5 |

| 0,4 |

| −1,0 |

| −0,7 |

| 1,5 |

| 4,3 |

| 8,5 |

| 11,9 |

| 13,7 |

| 13,5 |

| 11,1 |

| 7,7 |

| 3,5 |

| 0,4 |

## Geschichte

### Frühgeschichte
Im Mai 2019 entdeckten Archäologen bei Ausgrabungen an der Bütteler Straße im Stadtteil Lehe in 1,2 Metern Tiefe die Reste eines Wohnstallhauses aus der Eisenzeit. Neben weiteren gesicherten Befunden, wie Vorratsgruben und Keramikscherben, belegt ein Brunnen aus dem letzten Jahrhundert v. Chr. erste Siedlungsspuren.

### Mittelalter und Neuzeit
Das Wurtendorf Weddewarden wurde 1091 und die Kirchdörfer Geestendorf und Wulsdorf wurden 1139 erstmals urkundlich genannt. Lehe wurde 1275 erstmals urkundlich erwähnt und erlangte eine überörtliche Bedeutung als Amtssitz und Marktort. Politisch stand das Gebiet an der Geestemündung lange im Widerstreit der Interessen des Erzbistums Bremen und der Stadt Bremen. 1648–1654 kam das Gebiet unter die Hoheit Schwedens. Ab 1672 begann der Bau der Festungsstadt Carlsburg, und 1719 ging das Gebiet, nach vorheriger dänischer Besetzung, auf das Kurfürstentum Braunschweig-Lüneburg, ab 1814 Königreich Hannover, über.
Vor 1830 gab es mehrere Jahrhunderte lang den Hafen Lehe an der Geeste. Hier verschifften die Ziegeleien ihre Produkte über die Geeste. 1776 nahmen britische Schiffe vor Lehe Soldaten auf, die vom Landgrafen von Hessen zur Niederwerfung im Amerikanischen Unabhängigkeitskrieg als Söldner in britische Dienste treten mussten.

### Gründung Bremerhavens und Hafenbau

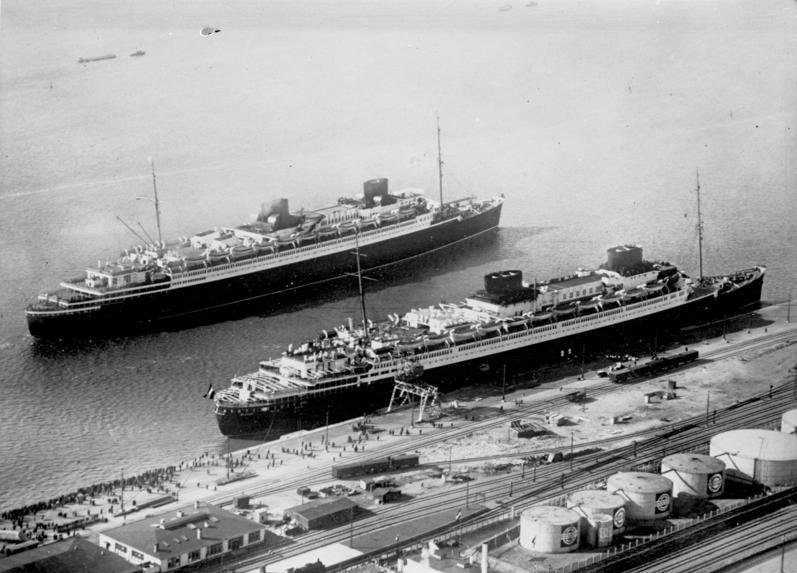
An der Kaje die Europa, querab die Bremen, 1930

Wegen der zunehmenden Versandung der Weser kaufte Bremen 1827 durch Bürgermeister Johann Smidt von Hannover Gelände und Deichvorland der ehemaligen, unvollendeten schwedischen Festungsstadt Carlsburg an der Nordseite der Mündung der Geeste in die Außenweser, das am 1. Mai 1827 übergeben und Bremerhaven genannt wurde (heute: Stadtteil Mitte). Bis 1830 wurde der Alte Hafen fertiggestellt. 1845 gründete Hannover im Süden Bremerhavens unweit von Geestendorf einen konkurrierenden Ort, der am 26. Juni 1847 den Namen Geestemünde erhielt. Im Wettbewerb zu Bremerhaven wurde ebenfalls ein Hafen angelegt. In Bremerhaven entstand von 1847 bis 1852 der Neue Hafen, die Stadt stieg bis 1854 zum größten Auswandererhafen Europas auf. Von Bedeutung war in der Zeit nach 1848/49 insbesondere der Verkehr in die freien Vereinigten Staaten von Amerika. 1857 gründete sich der Norddeutsche Lloyd (NDL) und von 1873 bis 1876 wurden der Kaiserhafen I und die (erste) Kaiserschleuse als Dockschleuse zur Weser angelegt. Der Norddeutsche Lloyd wurde in der Folge die größte Reederei Bremens und ab 1881 die größte der Welt. Da die größeren NDL-Schiffe nicht mehr die Schleuse zur Weser passieren konnten, fand die Abfertigung von 1890 bis 1897 in Nordenham statt. Bis 1907/1909 wurden die Kaiserhäfen II und III angelegt. Durch bedeutende Schiffsabfahrten und -ankünfte wurde Bremerhaven weltweit bekannt. 1927 wurde die Columbuskaje zusammen mit dem Columbusbahnhof als Bahnhof am Meer fertiggestellt. Die im Zweiten Weltkrieg zerstörten Fahrgastanlagen wurden nach und nach wieder aufgebaut. 1962 wurde die Fahrgastanlage II neu errichtet und die ältere Anlage abgerissen. Der ab 1968 gebaute Containerterminal wurde seit 1978 abschnittsweise ausgebaut und hat heute mit der knapp 5 km langen Stromkaje insgesamt 14 Liegeplätze.

### Fischereihafen
In den 1860er Jahren begann in Geestemünde an der südlichen Geestekaje (heute Standort Historisches Museum) die Fischanlandung mit Segelschiffen. Ab 1866 wurde der Fisch per Bahn nach Bremen versandt.
1885 wurde mit der Sagitta der erste deutsche Hochseefischdampfer in Dienst gestellt und in der Folge die deutsche Hochseefischerei begründet mit einer raschen Zunahme an anlandenden Schiffen und einer Überlastung der Kaje.
Der Alte Hafen in Bremerhaven wurde für Frachtschiffe nicht mehr genutzt; Fischereischiffe nutzten die Kajen und 1892 entstand eine Fischauktionshalle im zwischenzeitlich zweiten Fischereihafen, der bis 1935 bestand.
1896 wurde der Fischereihafen I in Geestemünde fertiggestellt und ab 1908 durch die Straßenbahn-Linie 4 erschlossen. Nach dem Zusammenschluss Geestemündes mit Lehe zur Stadt Wesermünde wurde 1925 der Fischereihafen II fertiggestellt. Die beiden Gesellschaften, welche die Auktionen in Wesermünde und in Bremerhaven betrieben, einigten sich, nur noch in Wesermünde Auktionen durchzuführen.
In Nordenham wurde am dortigen Fischereihafen 1896 die „Nordsee“ Deutsche Hochseefischerei gegründet. 1934 zog die Reederei nach Wesermünde an die Ostseite des Handelshafens um.
1939 wurde Bremerhaven Teil der Stadt Wesermünde. 1947 ist Wesermünde in Bremerhaven umbenannt worden. 1971 entstand bei der Neueinteilung der Stadt der Fischereihafen im Stadtbezirk Süd als eigener Stadtteil. 2010 erfolgte die Eingliederung der Luneplate.

### Stadt- und Stadtteilentwicklungen
1846 zogen Landarbeiter in die Leher Haide in der Leher Feldmark. 1850 wurde Geestemünde Landgemeinde, und 1851 erhielt Bremerhaven das Stadtrecht. 1866 kamen Lehe und Geestemünde zu Preußen. Geestendorf wurde am 1. April 1889 nach Geestemünde eingegliedert.
Das Stadtrecht erhielt Geestemünde 1913 und Lehe 1920. Wulsdorf wurde 1920 Teil von Geestemünde. Am 1. November 1924 wurden die Städte Lehe und Geestemünde zur Stadt Wesermünde vereinigt. 1927 kam es zur Eingemeindung von Weddewarden, Schiffdorferdamm und Speckenbüttel nach Wesermünde. 1937 begann der Bau von Siedlungen im heutigen Surheide. 1938 wurde der Überseehafen aus Bremerhaven aus- und als Exklave in die Stadt Bremen eingegliedert. Die verbleibende und bisher zur Hansestadt Bremen gehörige Stadtgemeinde Bremerhaven wurde 1939 in die zur preußischen Provinz Hannover gehörende Stadt Wesermünde eingegliedert.
Nach dem Ende des Zweiten Weltkriegs wurden Wesermünde und die Hansestadt Bremen als norddeutsche Exklaven in die amerikanische Besatzungszone einbezogen; nachdem Wesermünde von 1946 bis 1947 zur britischen Besatzungszone gehörte, wurde die Stadt 1947 durch gemeinsamen Beschluss der britischen und amerikanischen Militärregierung in die Hansestadt Bremen und wieder in die amerikanische Zone eingegliedert. Nach der Neukonstituierung zur Freien Hansestadt Bremen wurde Wesermünde in Bremerhaven umbenannt. Die Stadt diente in der Folge als Versorgungshafen (Port of embarkation) der US Army.
1971 wurden die Verwaltungsebenen in Bremerhaven neu eingeteilt in zwei Stadtbezirke, neun Stadtteile und 23 Ortsteile. 2010 kam durch einen Staatsvertrag die bisher niedersächsische Luneplate als 24. Ortsteil zum Bremerhavener Stadtteil Fischereihafen.

### Wichtige Bauten
1854 entstand der Leuchtturm Bremerhaven und 1855 die Bürgermeister-Smidt-Gedächtniskirche. 1914 wurden der Bahnhof in Geestemünde und die Bahnstation Lehe eröffnet. 1933 nahm die Hauptpost in Geestemünde den Betrieb auf. Mit dem Deutschen Schifffahrtsmuseum von Hans Scharoun erhielt die Seestadt 1972/75 ein maritimes Museum. Die Hochschule Bremerhaven wurde 1975 gegründet und danach ständig erweitert. Gottfried Böhm entwarf hierbei die zentralen Gebäude. Das Columbus-Center nach Plänen des Bremerhavener Architekten Peter Weber wurde 1977 eingeweiht. 1980 entstand das Alfred-Wegener-Institut, Helmholtz-Zentrum für Polar- und Meeresforschung (AWI) nach Plänen von Oswald Mathias Ungers. Der Erweiterungsbau an der Fischereihafenschleuse nach Plänen von Otto Steidle wurde 2004 bezogen. Das aus dem Morgenstern-Museum hervorgegangene Historische Museum erhielt 1991 seinen heutigen Neubau, 2005 entstand das Deutsche Auswandererhaus und 2009 das Klimahaus.
Fünf Monate nach seiner Fertigstellung bewahrte das Bauwerk Kennedybrücke und Sturmflutsperrwerk die Stadt bei der Sturmflut 1962.

### Stadtteil- und Hafengeschichte
→ Siehe unter:

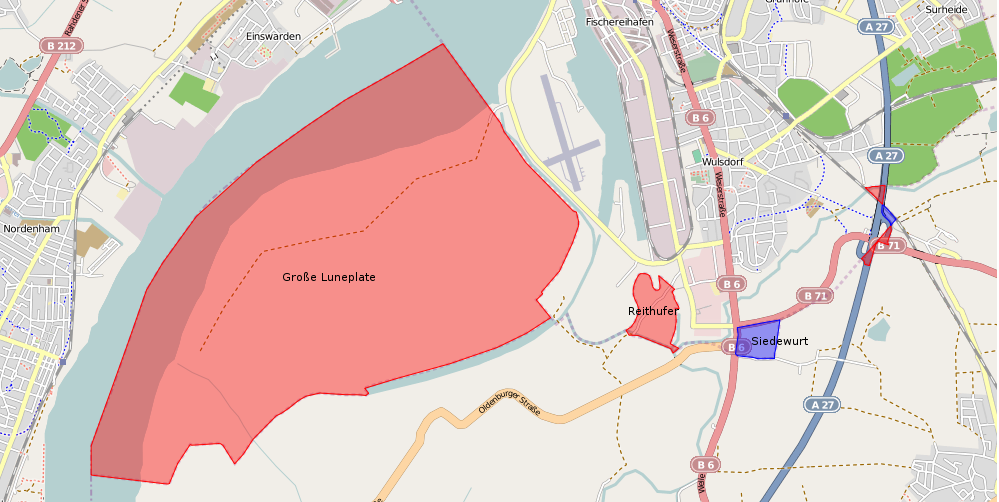
Luneplate
rot zu Bremen,
blau zu Niedersachsen

- Weddewarden, 1091 erstmals urkundlich erwähnt
- Geestendorf, 1139 erstmals urkundlich erwähnt
- Schiffdorferdamm, 1139 erstmals urkundlich erwähnt
- Wulsdorf, 1139 erstmals urkundlich erwähnt
- Lehe, 1275 erstmals urkundlich erwähnt
- Alter Hafen, 1830 eröffnet
- Geestemünde; 1845 gegründet
- Leherheide, 1846 erste Ansiedlung
- Speckenbüttel, um die Mitte des 19. Jahrhunderts erste Parkanlage
- Neuer Hafen, 1852 eröffnet
- Fischereihafen, 1896 eröffnet
- Kaiserschleuse, 1897 in Betrieb genommen
- Wesermünde, 1924 gebildet
- Columbuskaje, 1927 eröffnet
- Nordschleuse, 1931 in Betrieb genommen
- Surheide, 1937 gegründet
- Stadtbremisches Überseehafengebiet Bremerhaven, 1938 an die Stadtgemeinde Bremen ausgegliedert
- Container-Terminal Bremerhaven, 1968 eröffnet

### Eingemeindungen
| Jahr | Bremerhaven                                                                 | Lehe                                                                        | Geestemünde                                                                 |
| ---- | --------------------------------------------------------------------------- | --------------------------------------------------------------------------- | --------------------------------------------------------------------------- |
| 1275 |                                                                             | erste urkundliche Erwähnung Lehes                                           |                                                                             |
| 1827 | Gründung Bremerhavens                                                       | Lehe                                                                        |                                                                             |
| 1845 | Bremerhaven                                                                 | Lehe                                                                        | Gründung Geestemündes                                                       |
| 1889 | Bremerhaven                                                                 | Lehe                                                                        | Eingliederung von Geestendorf                                               |
| 1913 | Bremerhaven                                                                 | Lehe                                                                        | Geestemünde wird kreisfreie Stadt                                           |
| 1920 | Bremerhaven                                                                 | Lehe wird kreisfreie Stadt                                                  | Eingliederung von Wulsdorf                                                  |
| 1924 | Bremerhaven                                                                 | Zusammenschluss von Lehe und Geestemünde zur kreisfreien Stadt Wesermünde   | Zusammenschluss von Lehe und Geestemünde zur kreisfreien Stadt Wesermünde   |
| 1927 | Bremerhaven                                                                 | Eingliederung von Weddewarden, Schiffdorferdamm und Speckenbüttel           | Eingliederung von Weddewarden, Schiffdorferdamm und Speckenbüttel           |
| 1938 | Ausgliederung des Überseehafengebietes in die Stadtgemeinde Bremen          | Wesermünde                                                                  | Wesermünde                                                                  |
| 1939 | Vereinigung zur Stadt Wesermünde ohne Überseehafengebiet                    | Vereinigung zur Stadt Wesermünde ohne Überseehafengebiet                    | Vereinigung zur Stadt Wesermünde ohne Überseehafengebiet                    |
| 1947 | Eingliederung in die Freie Hansestadt Bremen und Umbenennung in Bremerhaven | Eingliederung in die Freie Hansestadt Bremen und Umbenennung in Bremerhaven | Eingliederung in die Freie Hansestadt Bremen und Umbenennung in Bremerhaven |
| 2010 | Eingliederung der Luneplate und Grenzbegradigung mit Niedersachsen          | Eingliederung der Luneplate und Grenzbegradigung mit Niedersachsen          | Eingliederung der Luneplate und Grenzbegradigung mit Niedersachsen          |

### Einwohnerentwicklung

Bevölkerungsentwicklung von Bremerhaven von 1827 bis 2018

1827 hatte Bremerhaven 19 Einwohner. Die Bevölkerungszahl stieg bis 1871 über 10.000 und verdoppelte sich bis 1900 auf rund 20.000. 1939 wurde Bremerhaven mit 26.790 Einwohnern und Wesermünde mit 86.041 Einwohnern vereinigt zur neuen Großstadt Wesermünde mit rund 113.000 Einwohnern.
1968 erreichte die Einwohnerzahl mit 148.931 ihren Höchststand. Dann sank die Bevölkerung kontinuierlich ab, bis 2012 mit 108.323 Einwohnern ein Tiefpunkt erreicht wurde. Seit 2012 wächst die Bevölkerung wieder leicht an. Ende 2016 lebten 113.034 Menschen in Bremerhaven. 2022 belegte die Stadt Rang 69 in der Liste der Großstädte in Deutschland.

### Bedeutsame Schiffsabfahrten und -ankünfte

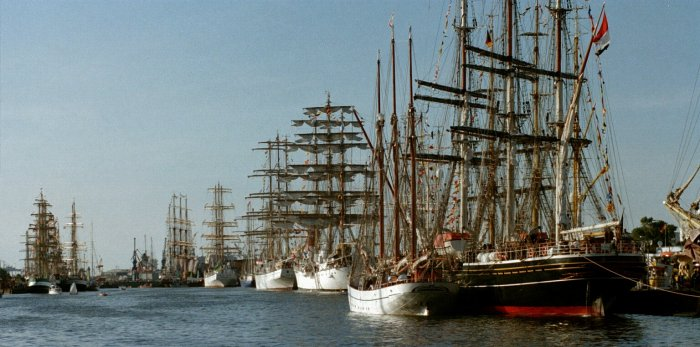
Sail Bremerhaven (2000)

Die Schiffsabfahrten und -ankünfte hatten und haben in Bremerhaven als Seestadt immer eine große Bedeutung. Bei diesen Ereignissen finden sich oftmals tausende Schaulustige ein.
1827 lief als erstes Schiff die schwedische Schaluppe Lyk good Bremerhaven an. Als 1830 der Alte Hafen fertiggestellt wurde, war der amerikanische Schoner Draper das erste Schiff, welches in den Hafen einlief. Der Seebäderverkehr begann 1837, und der Raddampfer Washington kam 1847. Admiral Brommys Kriegsflotte lag hier von 1849 bis 1853. 1854 verließen über Bremerhaven 76.875 Auswanderer Europa. Der Norddeutsche Lloyd wurde 1857 gegründet und richtete regelmäßige Liniendienste nach New York oder Baltimore ein, zuerst mit der Bremen 1. Als weitere Schiffe des Norddeutschen Lloyd fuhren 1875 die Hohenzollern, 1881 die Elbe, später die Kaiser Wilhelm der Große, die 1897 das Blaue Band gewann.
1885 wurde mit der Sagitta der erste deutsche Hochseefischdampfer in Dienst gestellt. Im selben Jahr fuhr von Geestemünde der erste überseeische Tanksegler der Welt, die Andromeda, nach New York. Reeder Riedemann, Pionier der Tankschifffahrt, war zusammen mit der Standard Oil Company (später Esso) ein wichtiger Vertreter der Ölbranche in Deutschland. 1886 fuhr der erste Reichspostdampfer nach Ostasien.
1902 fuhren vom Norddeutschen Lloyd das Schiff Kronprinz Wilhelm, 1929 die Bremen und die Europa.
Mit dem Walfangmutterschiff Jan Wellem gewann der Walfang ab 1936 große Bedeutung.
1945 begann die Zeit der US-Truppentransporter, die mit 95 Schiffen tausende Male die Kaje anliefen. Elvis Presley traf hier 1958 ein.
Die „Bananendampfer“ lieferten seit 1949 mit rund 500 Kühlschiffen bei rund 5000 Ankünften Bananen.
1950 begann mit der Gripsholm wieder die Passagierfahrt. Es folgten 1951 die Amerika, 1953 das Blaue-Band-Schiff United States und 1955 die Seven Seas.
1957 legte der Flugzeugträger Forrestal an. Es folgte 1959 das Passagierschiff Bremen, und die Inge, der erste Erzfrachter, löschte 1964 seine Fracht. 1966 folgte das Passagierschiff Europa.
1966 fuhren die Fähren Prins Hamlet nach Harwich und die Roland von Bremen nach Helgoland sowie 1970 die Prins Oberon nach Harwich. Auch 1970 folgte mit der France ein weiteres Passagierschiff und 1987 das Kreuzfahrtschiff Queen Elizabeth 2.
1978 legte die königliche Yacht Britannia am 25. Mai an der Columbuskaje an. Zum Abschluss ihres Staatsbesuches in Deutschland besuchte Königin Elisabeth II. mit ihrem Ehemann Prinz Philipp Bremerhaven.
2006 hatte das Containerschiff Emma Mærsk, damals eines der größten Schiffe seiner Art, seinen Erstanlauf, 2009 das Kreuzfahrtschiff Queen Victoria und 2012 das Containerschiff CMA CGM Marco Polo. 2011 lief die Faust, damals der größte Autofrachter der Welt, den Überseehafen an.
Die Sail ist als Windjammerparade seit 1986 ein regelmäßig wiederkehrendes Großereignis.

## Politik
1827, mit der Gründung Bremerhavens, übernahm ein vom Bremer Senat eingesetzter Amtmann die Verwaltungsgeschäfte. 1837 erhielt Bremerhaven eine vorläufige Gemeindeordnung, verblieb jedoch unter Kontrolle durch den Amtmann. 1851 folgten die erste Gemeindeverfassung und die Erklärung zur Stadt. Die Verwaltung erfolgt nun durch einen Gemeindeausschuss bestehend aus dem Gemeinderat und Gemeindeverordneten unter der Leitung des Vorsitzenden des Gemeinderates. Die wichtigen Verwaltungsfunktionen wie die niedere Gerichtsbarkeit und die Polizei nahm weiterhin der Amtmann wahr. 1879 trat eine neue Stadtverfassung in Kraft. Die Stadt wurde nun durch einen hauptamtlichen Stadtdirektor repräsentiert und die Aufgaben des Amtmannes auf die Stadtgemeinde übertragen. Der Gemeinderat, der nun Stadtrat hieß, erhielt eine selbständigere Stellung gegenüber den Gemeindeverordneten, die nun Stadtverordnete hießen. 1894 wurde wieder ein Amtmann als staatlicher Repräsentant der Freien Hansestadt Bremen eingesetzt.
Die preußische Nachbargemeinde Geestemünde wurde 1913 durch königlichen Erlass zur kreisfreien Stadt und der Bürgermeister 1917 durch Wilhelm II. zum Oberbürgermeister erhoben. Lehe wurde 1920 kreisfreie Stadt mit einem Oberbürgermeister.
In Bremerhaven wurde 1922 eine neue Stadtverfassung eingeführt. Das Wahlrecht wurde ausgeweitet und die Rechte der Stadtverordnetenversammlung gestärkt. Der Stadtdirektor erhielt die Bezeichnung Oberbürgermeister.
Nach der Nationalsozialistischen Machtübernahme wurde der letzte Amtmann in Bremerhaven 1937 abgesetzt. 1938 wurde auf Betreiben von Bremen das Hafengelände ausgegliedert und bremisches Stadtgebiet. Bremerhaven wurde 1939 auf Mitinitiierung des Wesermünder Oberbürgermeisters in die preußische Stadt Wesermünde eingemeindet. Von 1933 bis 1945 war Hans Kohnert Handelskammerpräsident der IHK Bremerhaven. Von 1943 bis 1945 wurde er zudem zum Wehrwirtschaftsführer und zum Präsidenten der neugeschaffenen Gauwirtschaftskammer Ost-Hannover ernannt.
1945 ernannte die Militärregierung einen Oberbürgermeister und einen Bürgermeister als seinen Stellvertreter. 1946 erfolgten die ersten Wahlen nach Kriegsende. 1947 beschlossen die britische und amerikanische Militärregierung gemeinsam das Ausscheiden Wesermündes aus dem Land Niedersachsen und die Einbeziehung in das Land Freie Hansestadt Bremen, als viertes Land der amerikanischen Besatzungszone. 1947 entschied die Stadtverordnetenversammlung Wesermündes die Umbenennung in Bremerhaven, und die neue Stadtverfassung in Form einer unechten Magistratsverfassung wurde verabschiedet.
Heute hat die Stadtgemeinde Bremerhaven aufgrund der Verfassung für die Stadt Bremerhaven (VerfBrhv) als Verwaltungsorgane eine Stadtverordnetenversammlung und einen Magistrat.

### Stadtverordnetenversammlung
Die Bremerhavener Stadtverordnetenversammlung besteht aus 48 Stadtverordneten, deren Mitglieder von den Bürgern auf vier Jahre gewählt werden. Sie ist grundsätzlich für alle Angelegenheiten der Stadt zuständig und überwacht die Amtsführung des Magistrats.
Die Stadtverordnetenversammlung wählt in ihrer konstituierenden Sitzung den Stadtverordnetenvorsteher und einen ersten Beisitzer als Stellvertreter sowie mindestens einen weiteren Beisitzer. Sie wählt die ehrenamtlichen Mitglieder des Magistrats für die Dauer ihrer Wahlperiode.

Sie wählt ferner die hauptamtlichen Mitglieder des Magistrats auf sechs Jahre.

#### Vorstand
Der Stadtverordnetenvorsteher repräsentiert die Stadtverordnetenversammlung, leitet ihre Verhandlungen und übt das Hausrecht aus. Er bildet mit den Beisitzern den Vorstand der Stadtverordnetenversammlung.

#### Wahl 2023
Die Stadtverordnetenwahl am 14. Mai 2023 führte zu dem in den Diagrammen dargestellten Ergebnis.
- Linke: 3
- SPD: 13
- Grüne: 7
- PARTEI: 1
- CDU: 10
- FDP: 2
- BIW: 9
- AfD: 3

### Magistrat
Der Bremerhavener Magistrat besteht zum einen aus hauptamtlichen Mitgliedern: dem Oberbürgermeister, der auch der Vorsitzende des Magistrats ist, dem Bürgermeister als seinem Vertreter und weiteren hauptamtlichen Stadträten. Zum anderen kommen ehrenamtliche Stadträte hinzu, deren Anzahl stets die der hauptamtlichen Mitglieder übersteigt.
Er ist die Verwaltungsbehörde der Stadt und besorgt die laufende Verwaltung nach den Beschlüssen der Stadtverordnetenversammlung, an die er auch berichtet.

#### Oberbürgermeister
Der Oberbürgermeister ist der Leiter der Verwaltung. Er kann in dringenden Fällen erforderliche Maßnahmen auch ohne vorherigen Magistratsbeschluss anordnen und gegen Magistratsbeschlüsse, falls diese nach seiner Auffassung Recht verletzen, ein suspensives Veto einlegen.

### Aktuelle Situation
Derzeit wird der Magistrat von fünf hauptamtlichen und sieben ehrenamtlichen Mitgliedern gebildet. Oberbürgermeister ist Melf Grantz (SPD), der 2011 Jörg Schulz (SPD) nachfolgte. Seit November 2018 ist Torsten Neuhoff (CDU) als Nachfolger von Paul Bödeker (CDU) Bürgermeister und Kämmerer.
Die letzte Wahl zur Bremerhavener Stadtverordnetenversammlung fand am 14. Mai 2023 statt. Die konstituierende Sitzung zur 21. Wahlperiode hat am 4. Juli 2023 stattgefunden.
Seit 2019 gibt es eine SPD-geführte Koalition mit der CDU und FDP. Sie verfügt seit 2023 über 26 Stimmen, eine mehr als vorher. Bis 2019 bestand eine große Koalition von SPD und CDU.
Stadtverordnetenvorsteher ist seit 2019 Torsten von Haaren (SPD), der Brigitte Lückert (SPD) folgte. 1. Beisitzerin ist seit 2015 Irene von Twistern (CDU) als Nachfolgerin von Ulf Eversberg (Grüne). Außerdem sind noch Cecil Hammann (SPD), Marina Kargoscha (CDU) und Elena Schiller (Bündnis 90/Die Grünen) Beisitzer.

### Wappen und Flagge

Flagge Bremerhavens

Bremerhaven führte Wappen und Flagge nach der Eingliederung der Stadt Wesermünde in die Freie Hansestadt Bremen und der anschließenden Umbenennung in Bremerhaven ein. Offiziell angenommen wurden die Landessymbole am 28. Mai 1947. Der Wappen-Entwurf stammt von dem Künstler Waldemar Mallek aus Münster.

#### Wappen
Das Wappen von Bremerhaven zeigt in Silber, über gewelltem blauem Schildfuß mit silbernem Fisch, ein Hanseschiff mit blauem Dach auf dem Achterkastell. Auf den Segeln drei Wappen: 1 in Rot ein silberner Schlüssel, darüber in Silber ein rotes Tatzenkreuz, 2 in Blau ein goldener Anker, 3 in Rot zwei gekreuzte silberne Sensenblätter. Schiff und Fisch weisen auf die Bedeutung als Hafen- und Fischereistandort hin.

#### Flagge
Die Flagge von Bremerhaven setzt sich aus zwei roten und einem mittigen weißen länglichen Streifen zusammen. Die drei Flächen sind gleich groß. In der Mitte der Flagge ist das Wappen der Stadtgemeinde Bremerhaven abgebildet.

### Städtepartnerschaften
Bremerhaven unterhält zurzeit sechs Städtepartnerschaften:
 Cherbourg-en-Cotentin, Frankreich, seit dem 29. Juni 1960 (damals noch Cherbourg)
 Grimsby, Vereinigtes Königreich, seit dem 22. Februar 1963
 Pori, Finnland, seit dem 16. Mai 1969
 Frederikshavn, Dänemark, seit dem 16. Juni 1979
 Szczecin, Polen, seit dem 16. Oktober 1990
 Kaliningrad, Russland, seit dem 24. April 1992
Ferner übernahm Bremerhaven am 16. Mai 1954 eine Städtepatenschaft für den westpreußischen Stadt- und Landkreis Elbing. In Geestemünde wurde der Elbinger Platz nach dieser Patenstadt benannt.
Einige Autobahnzubringer sind nach Partnerstädten benannt:
- Cherbourger Straße – Autobahnzubringer Überseehäfen
- Grimsbystraße – Autobahnzubringer Mitte
- Poristraße – Anschlussstelle Geestemünde
- Frederikshavner Straße – Autobahnzubringer Wulsdorf

### Finanzielle Situation
Die Stadt hatte 2019 Schulden in Höhe von ca. 1,7 Milliarden Euro. 2020 wurden die kommunalen Schulden Bremerhavens auf das Bundesland Freie Hansestadt Bremen verlagert.

## Kultur und Sehenswürdigkeiten

### Aussicht vom Riesenrad in den Havenwelten

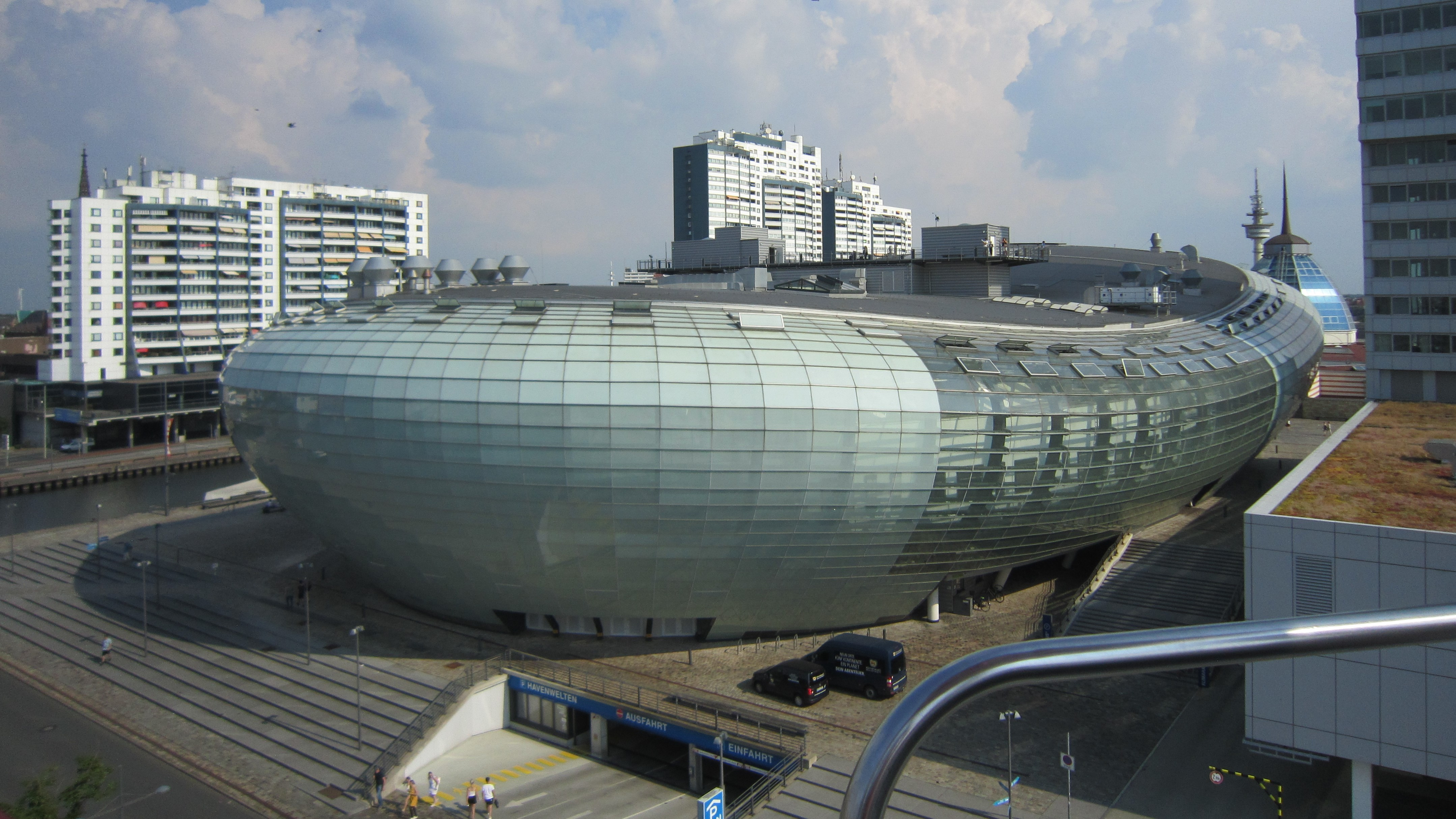
Richtung Südosten
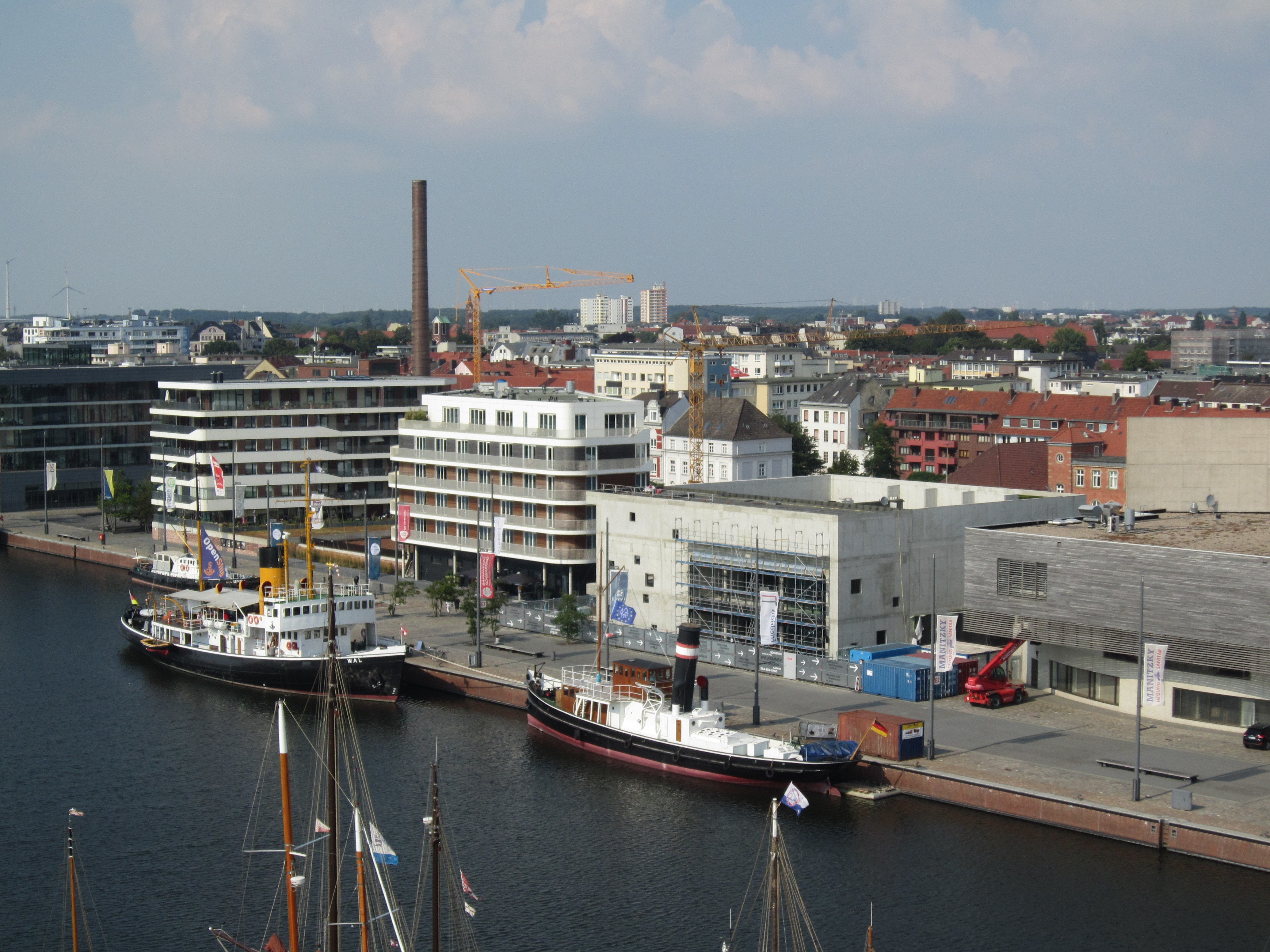
Richtung Nordost
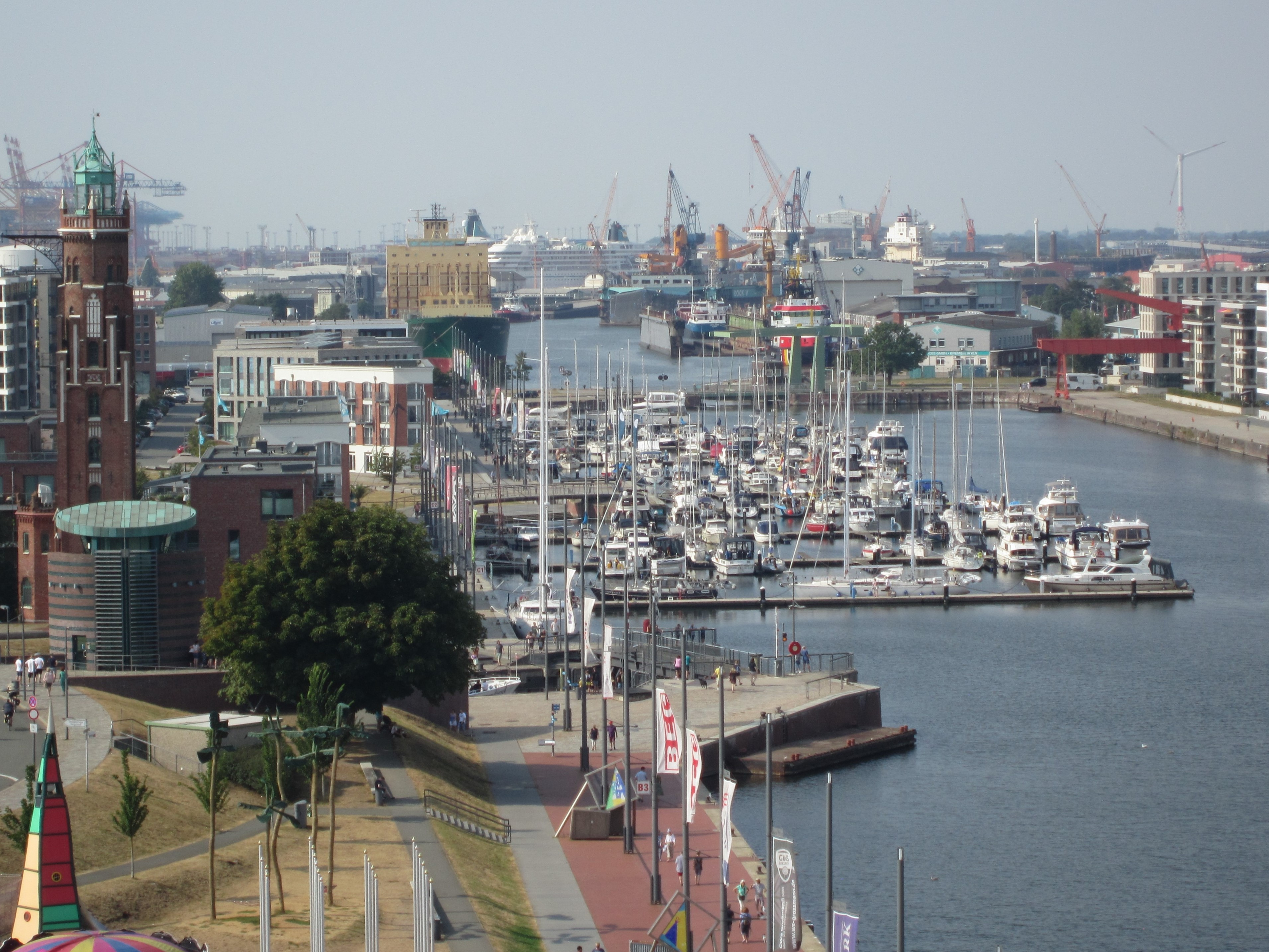
Richtung Nord
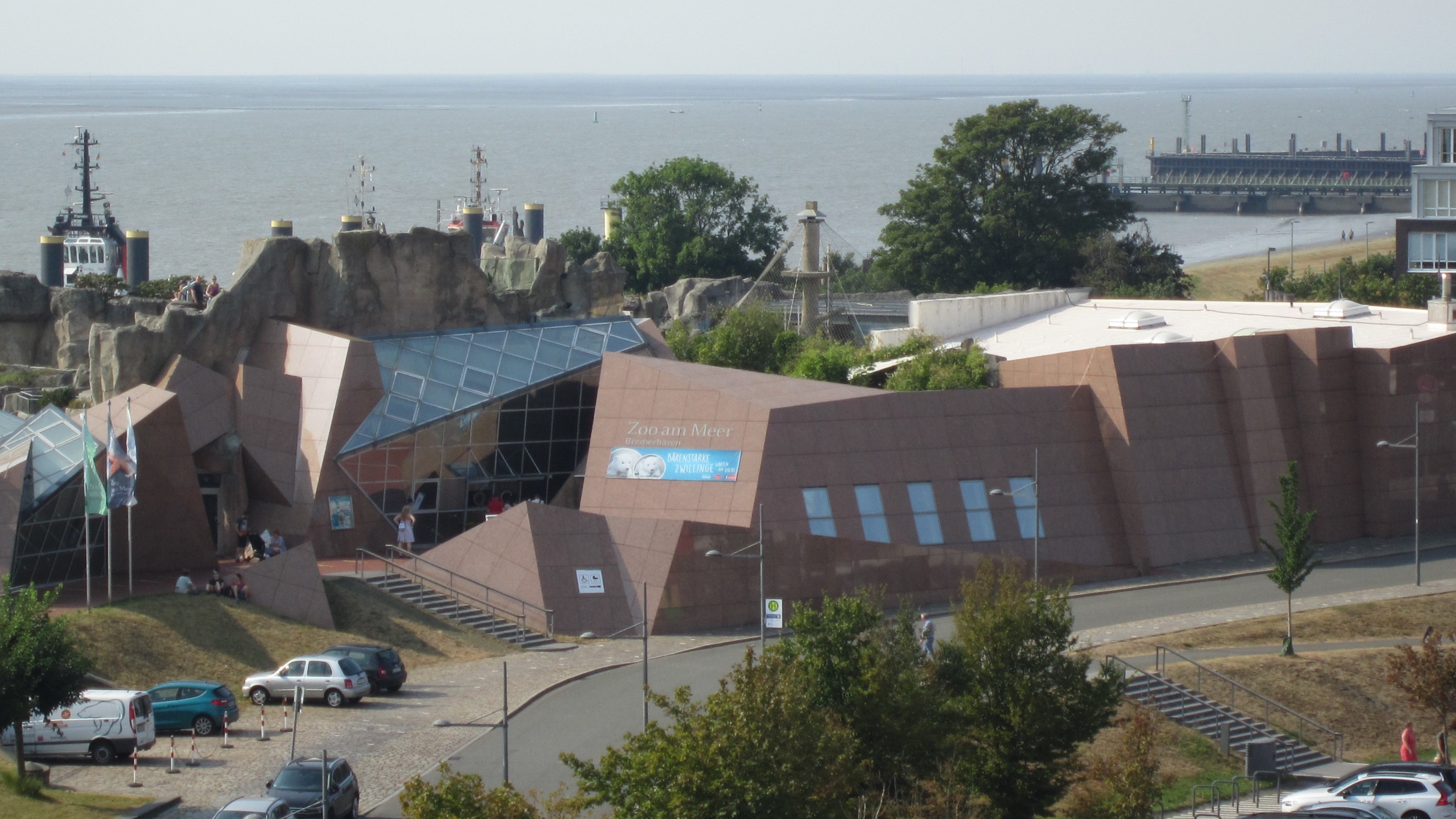
Richtung Nordwest
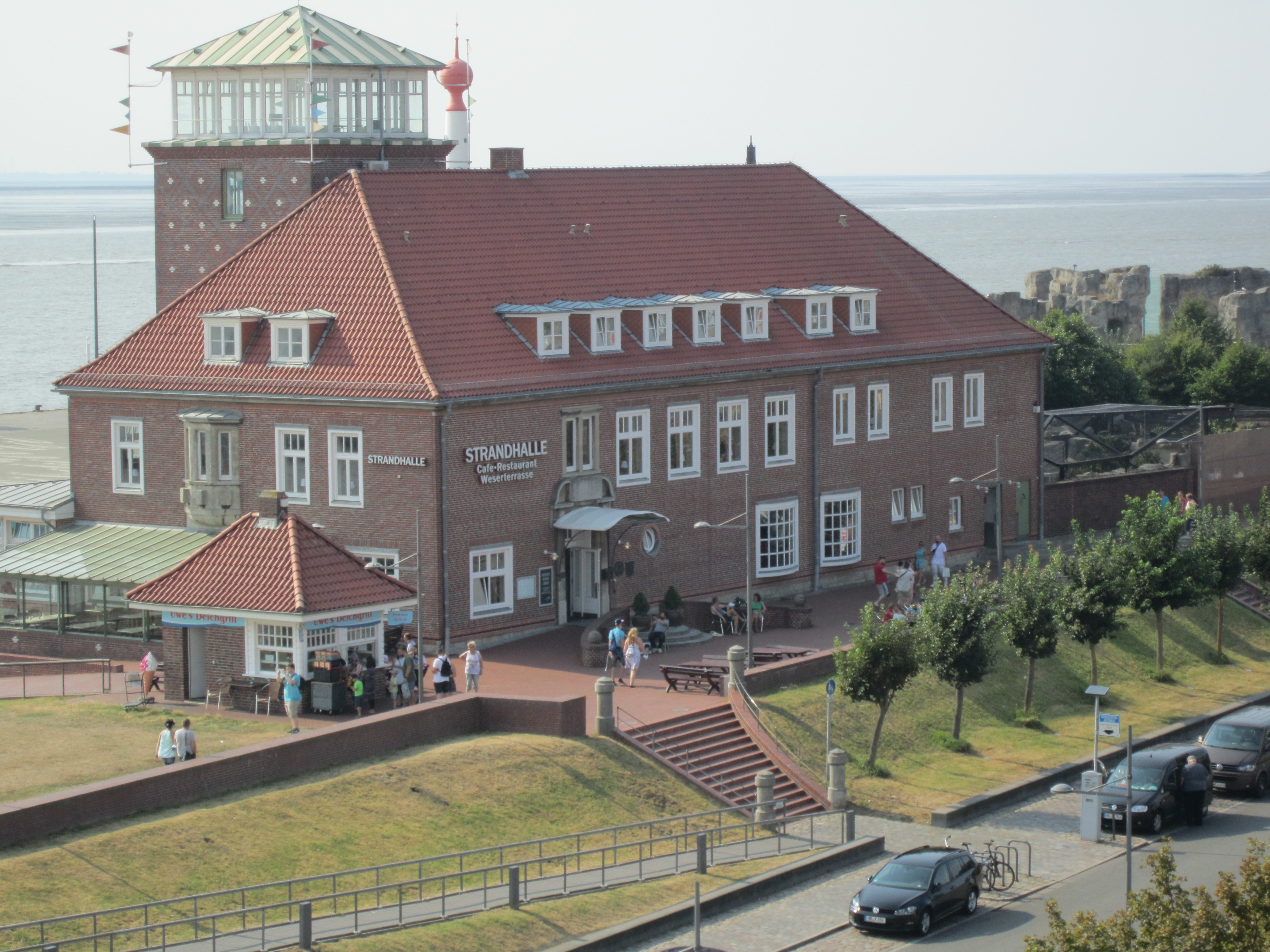
Richtung Westnordwest
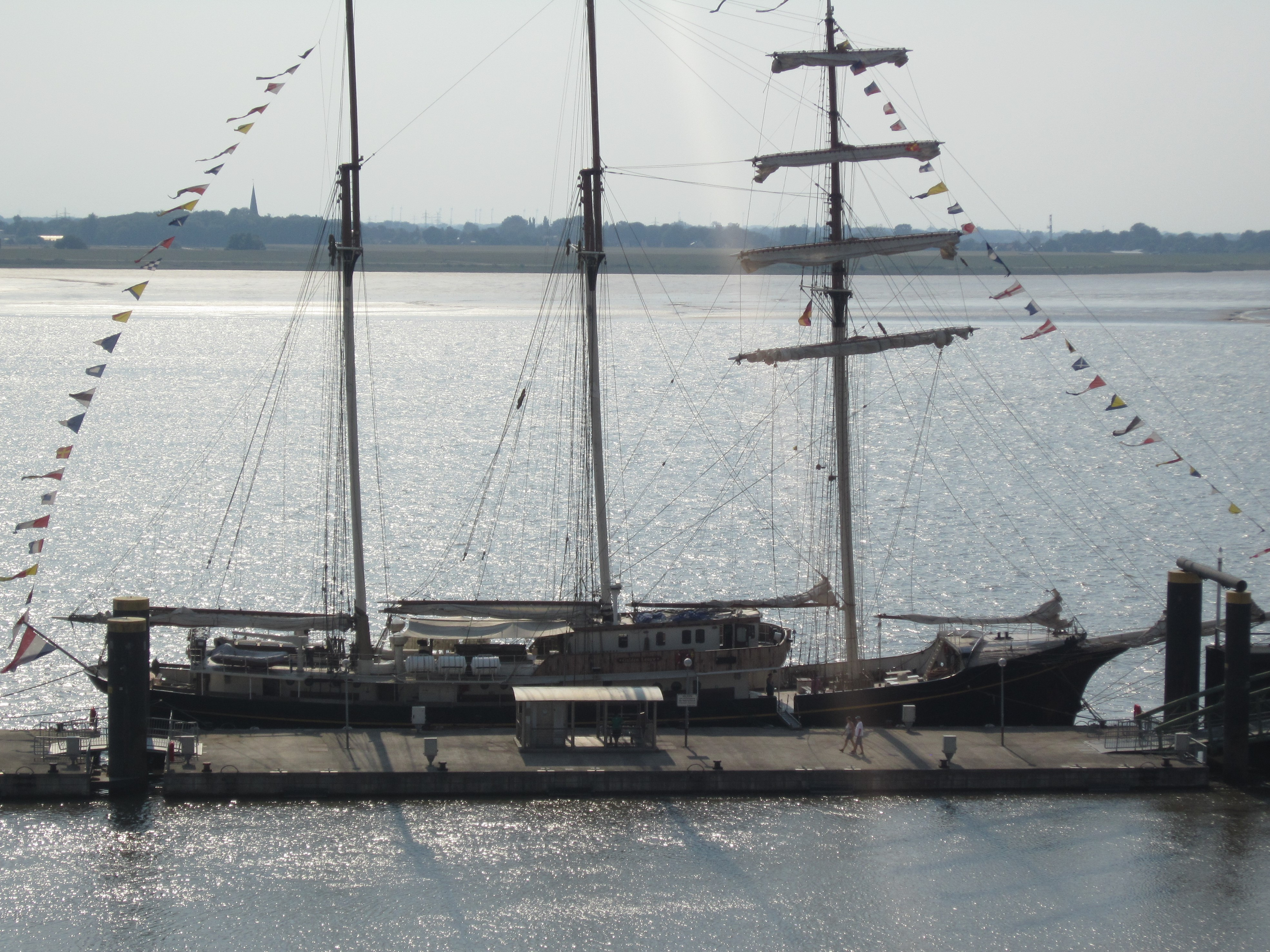
Richtung West

### Bauwerke

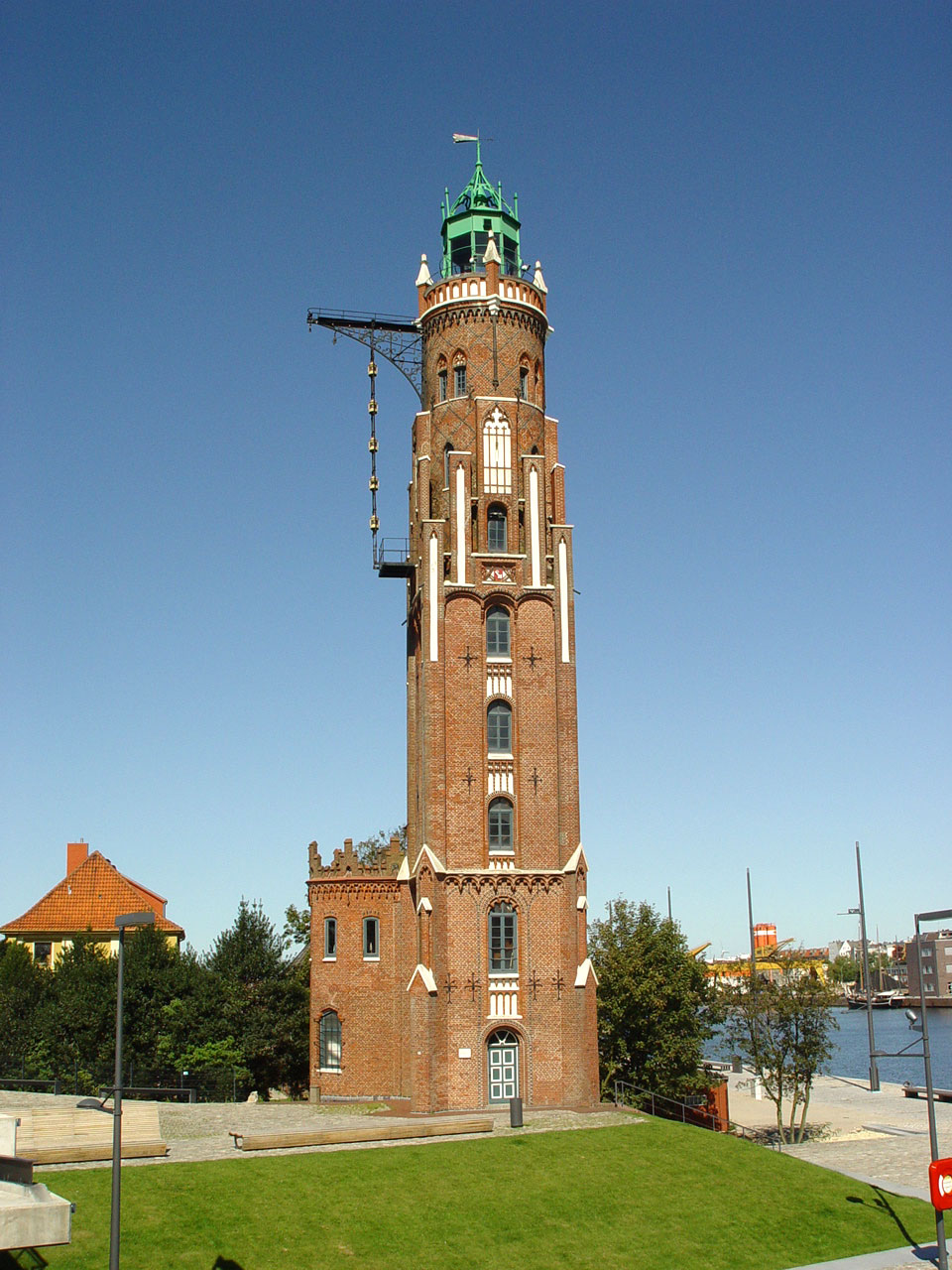
Loschen-Turm

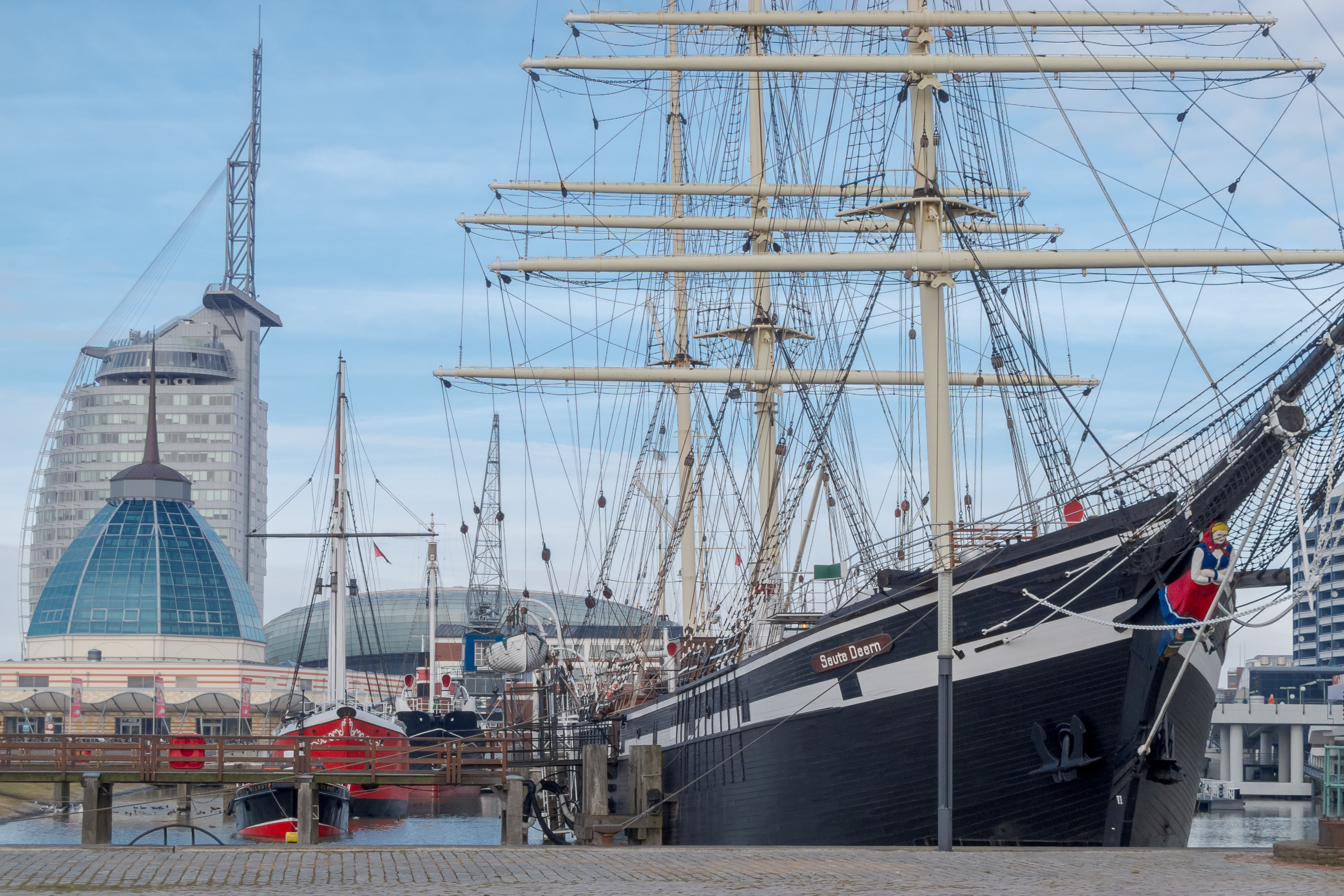
Alter Hafen mit Seute Deern, Sail City, Mediterraneo und Klimahaus (2011)

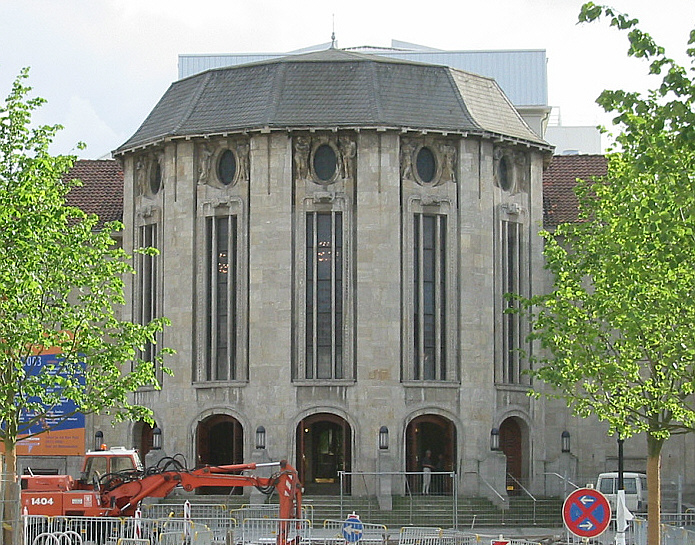
Stadttheater

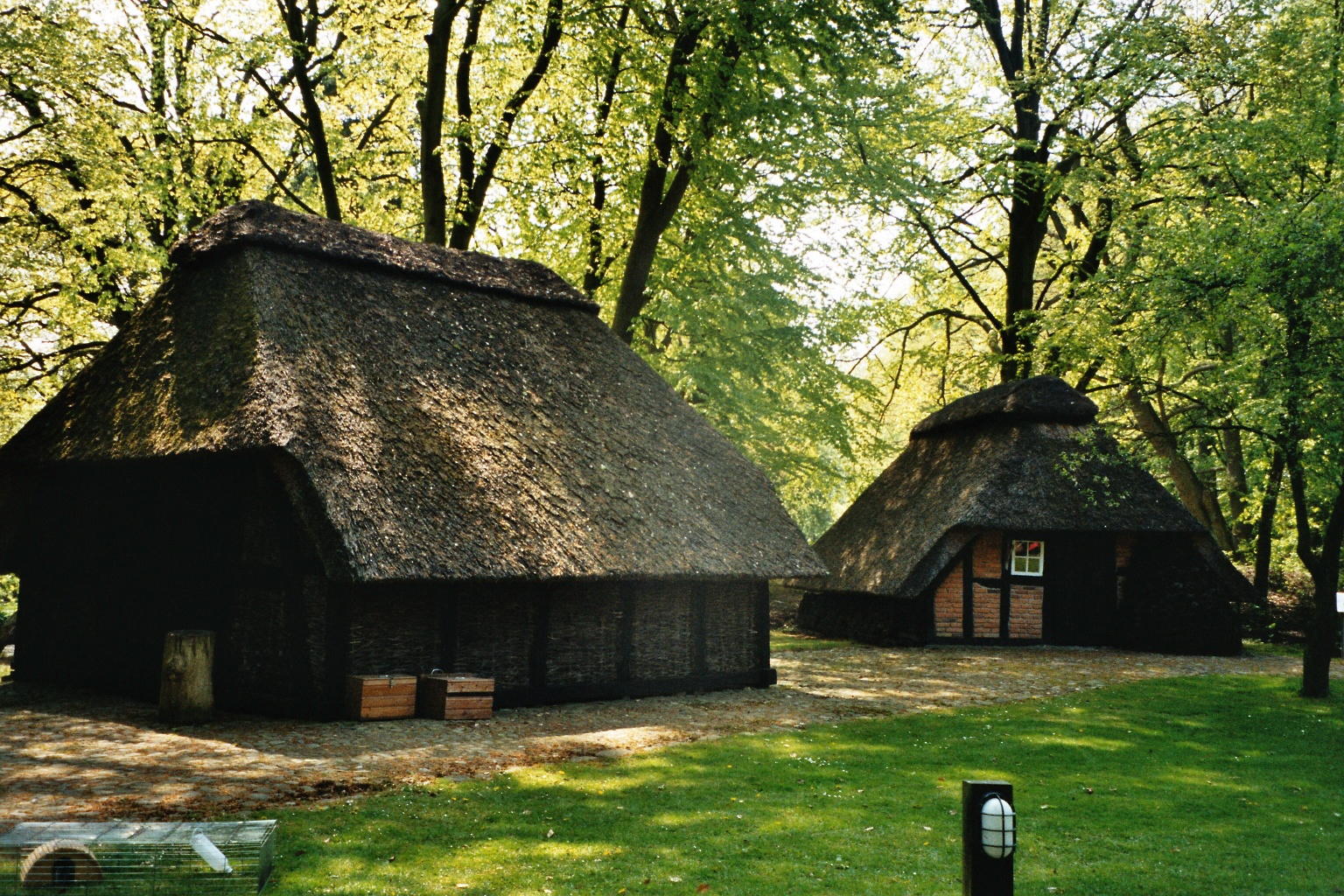
Geestbauernhof

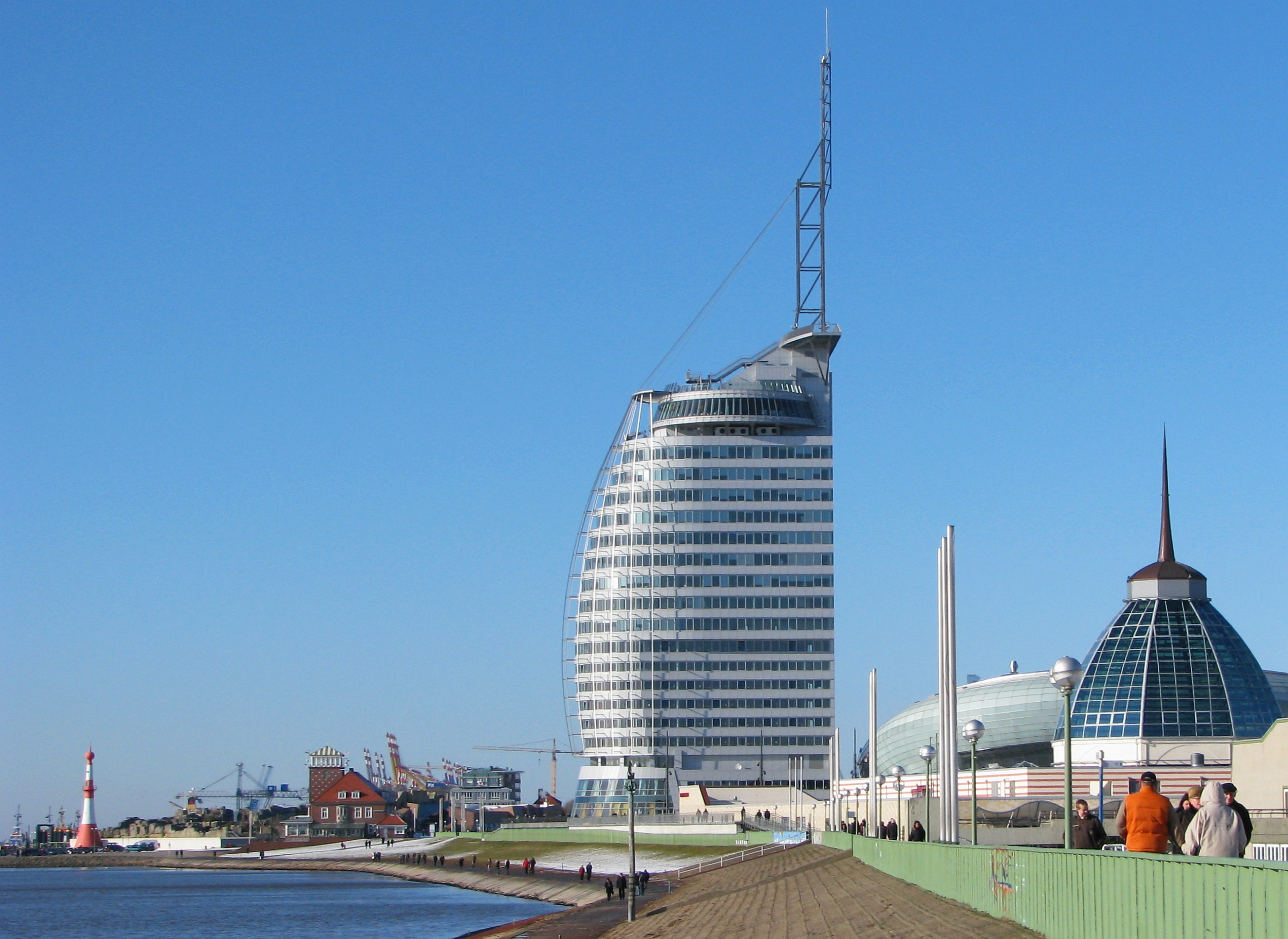
Architektur im Stadtviertel Havenwelten

- → Hauptartikel: Liste bedeutender Bremerhavener Bauwerke
- → Hauptartikel: Liste der Kulturdenkmäler in Bremerhaven
- → Hauptartikel: Liste der Denkmale und Standbilder der Stadt Bremerhaven
- → Hauptartikel: Liste der Brunnen der Stadt Bremerhaven

#### Mitte und Häfen
- Bürgermeister-Smidt-Gedächtniskirche („Große Kirche“)
- Columbus-Center Bremerhaven
- Bürgermeister-Smidt-Straße („Die Bürger“)
  - Alte Bürger (Bremerhaven)
  - Bugwelle von Bremerhaven
  - Werftbrunnen (s. u.)
- Leuchtturm Bremerhaven (Loschenturm)
- Atlantic Hotel Sail City mit Aussichtsplattform
- Deutsches Schifffahrtsmuseum
- Klimahaus Bremerhaven
- Die gläserne Brücke vom Columbus-Center über den Alten Hafen
- Richtfunkturm Bremerhaven
- Hochschule Bremerhaven
- Columbuskaje
- Besucherzentrum Lloyd-Werft (Werft-Führung und Rundgang mit Vortrag auf der Plattform)
- Kaiserschleuse
- Deutsches Auswandererhaus
- Havenwelten
- Nordschleuse mit Container-Aussichtsturm

#### Lehe
- Wasserturm Bremerhaven-Lehe (Hafenstraße)
- Pauluskirche von 1905 an der Hafenstraße
- Herz-Jesu-Kirche (Bremerhaven-Lehe)
- Rathaus Lehe
- Parktor Speckenbüttel
- Stadthalle Bremerhaven
- Eisarena Bremerhaven
- Zentralmoschee Bremerhaven

#### Geestemünde/Wulsdorf
- Wohnwasserturm Wulsdorf

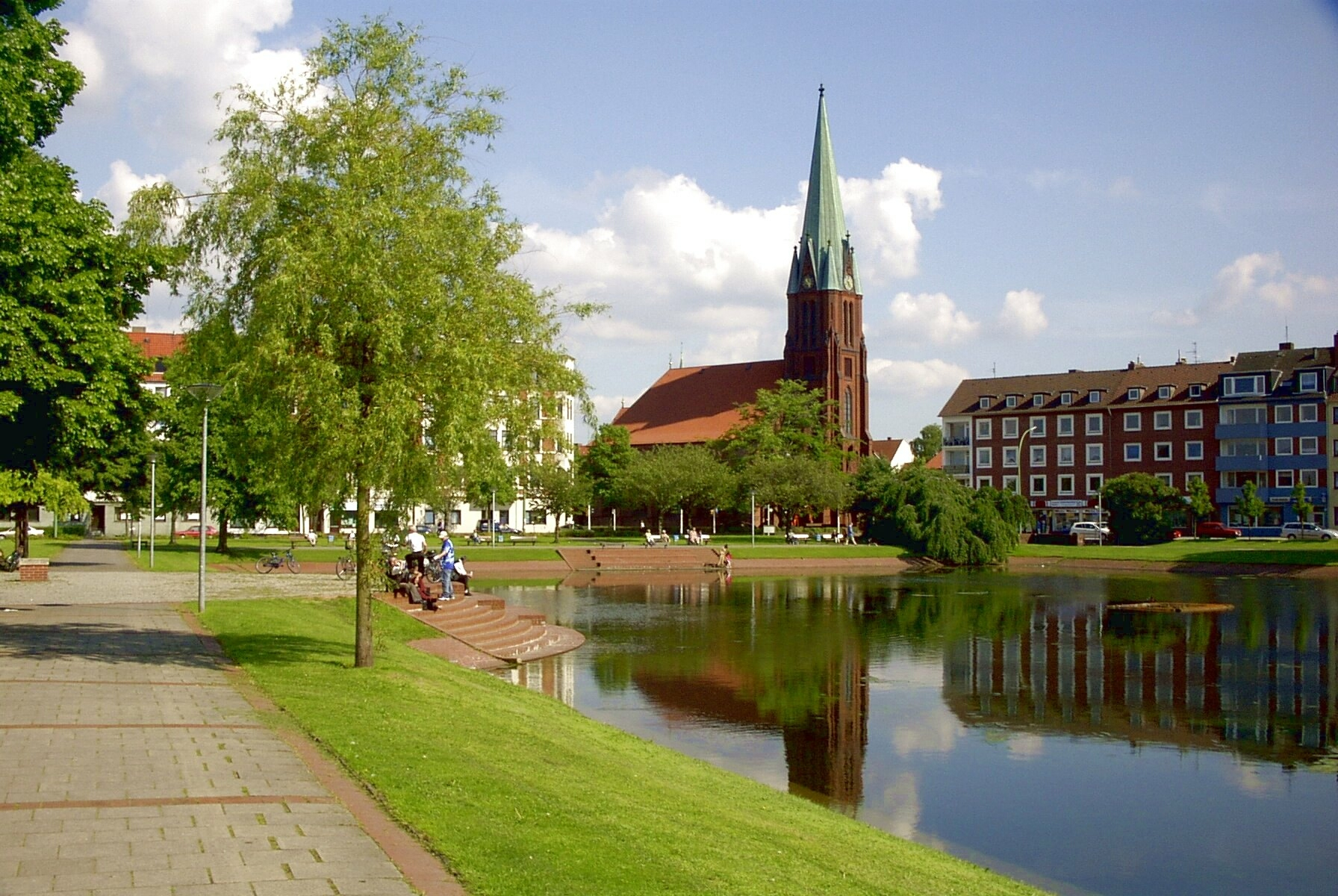
Holzhafen Geestemünde und Christuskirche

- Schaufenster Fischereihafen mit Atlanticum (Aquarium und Fischereimuseum)
- Drehbrücke über den Geestemünder Hauptkanal
- Christuskirche von 1875/80 am ehemaligen Holzhafen Geestemünde
- Herz-Jesu-Kirche (Bremerhaven-Geestemünde)
- Neumarkt (Konrad-Adenauer-Platz), großer Wochenmarkt in Norddeutschland

### Theater
- Das Stadttheater Bremerhaven wurde nach Plänen von Oskar Kaufmann von 1910 bis 1911 erbaut.
- Das Kleine Haus befindet sich seit 1955 in einem Theaternebengebäude am Großen Haus.
- Das Theater im Fischereihafen, Am Schaufenster 6, besteht seit 1996.
- Die Figuren Theater Werkstatt Packhalle V besteht seit 1998 im Fischereihafen von Bremerhaven.
- Das Capitol, Hafenstraße 156, ist eine Spielstätte für Kabarett, Satire, Lesungen und politisches Theater der Arbeitnehmerkammer Bremen.
- Der Pferdestall, Gartenstraße 5/7 (Mitte) in den Stallungen einer ehemaligen Spedition, ist Veranstaltungsort für Theater, Musik und Literatur des Vereins Kunst und Nutzen.
- Das piccolo teatro – haventheater, Bürgermeister-Smidt-Straße 200, besteht seit 2011. Es wurde von Roberto Widmer gegründet und ist Bremerhavens einziges Zimmertheater. Im August 2019 übernahm Daniel Meyer-Dinkgräfe die Leitung.

### Museen und Sammlungen

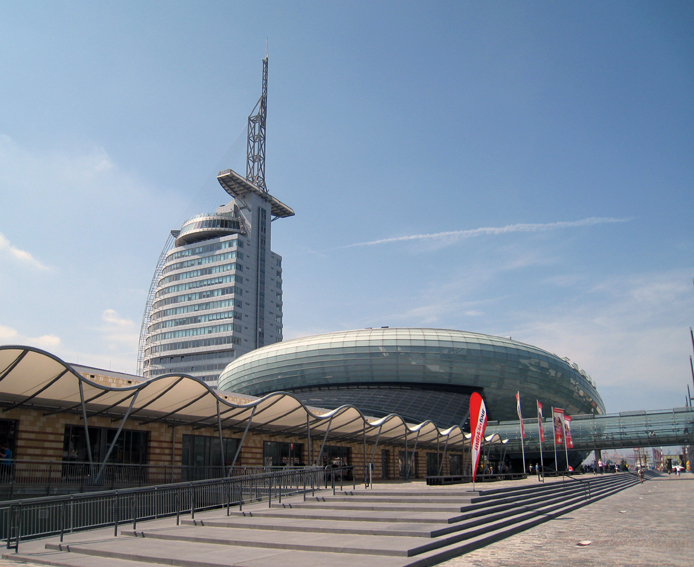
Klimahaus Bremerhaven, im Hintergrund das Atlantic Hotel Sail City

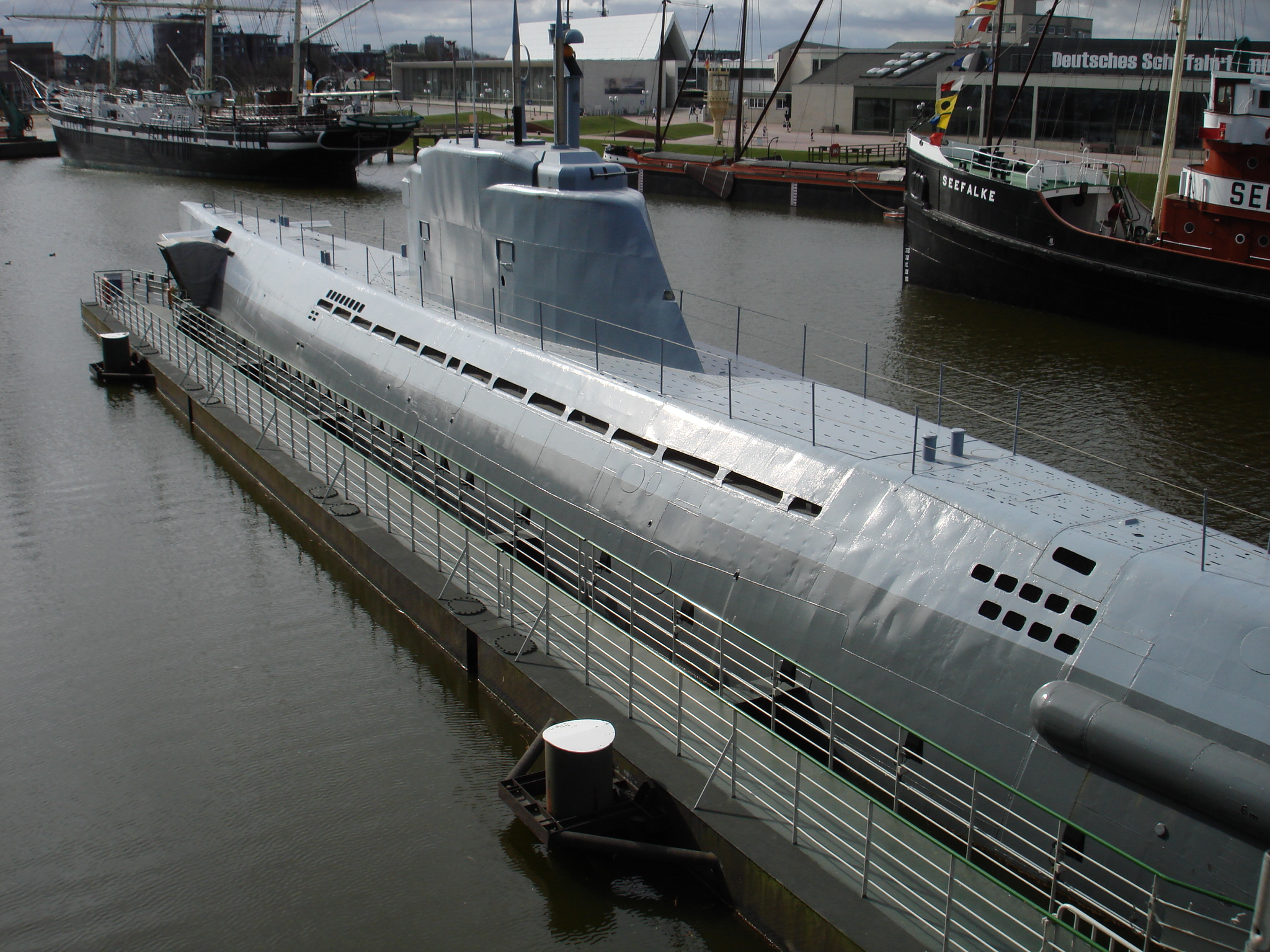
Museums-U-Boot Wilhelm Bauer

- Atlanticum im Fischereihafen, seit 2013 geschlossen. Heute findet in den Räumen die Multivisionsshow Fischbahnhof 360° statt.
- Deutsches Auswandererhaus am Neuen Hafen
- Deutsche Auswanderer-Datenbank (DAD) des Historischen Museums Bremerhaven (Online-Recherche)
- Deutsches Schifffahrtsmuseum am Alten Hafen
- Historisches Museum Bremerhaven (Morgenstern-Museum) an der Geeste
- Klimahaus Bremerhaven am Alten Hafen
- Kriminalmuseum (Polizeimuseum) im Stadthaus 6
- Kunsthalle Bremerhaven des Kunstvereins Bremerhaven und neues Kunstmuseum Bremerhaven am Theodor-Heuss-Platz
- Museum der 50er Jahre (Bremerhaven), Sammlung seit Ende 2024 eingelagert
- Museumsschiff Gera
- Museums- und Restaurantschiff Line Hinsch, 2017 verkauft und Umbau zum Wohnschiff
- Nordsee Science Center, Phänomenta Bremerhaven und Sternfreunde, Hoebelstraße 24 in Geestemünde-Süd
- Nordseemuseum (seit 2000 geschlossen, Planungen für Neubau)
- Schulhistorische Sammlung, Fichteschule, Heidacker 13 in Geestemünde-Süd
- Technikmuseum-U-Boot Wilhelm Bauer
- Versorgungs- und Verkehrsmuseum, Hansastraße 17 in Lehe, 2003 geschlossen.[38]
- Volkskundliches Freilichtmuseum Speckenbüttel

### Zoos, Parks und Grünanlagen
- Bürgerpark

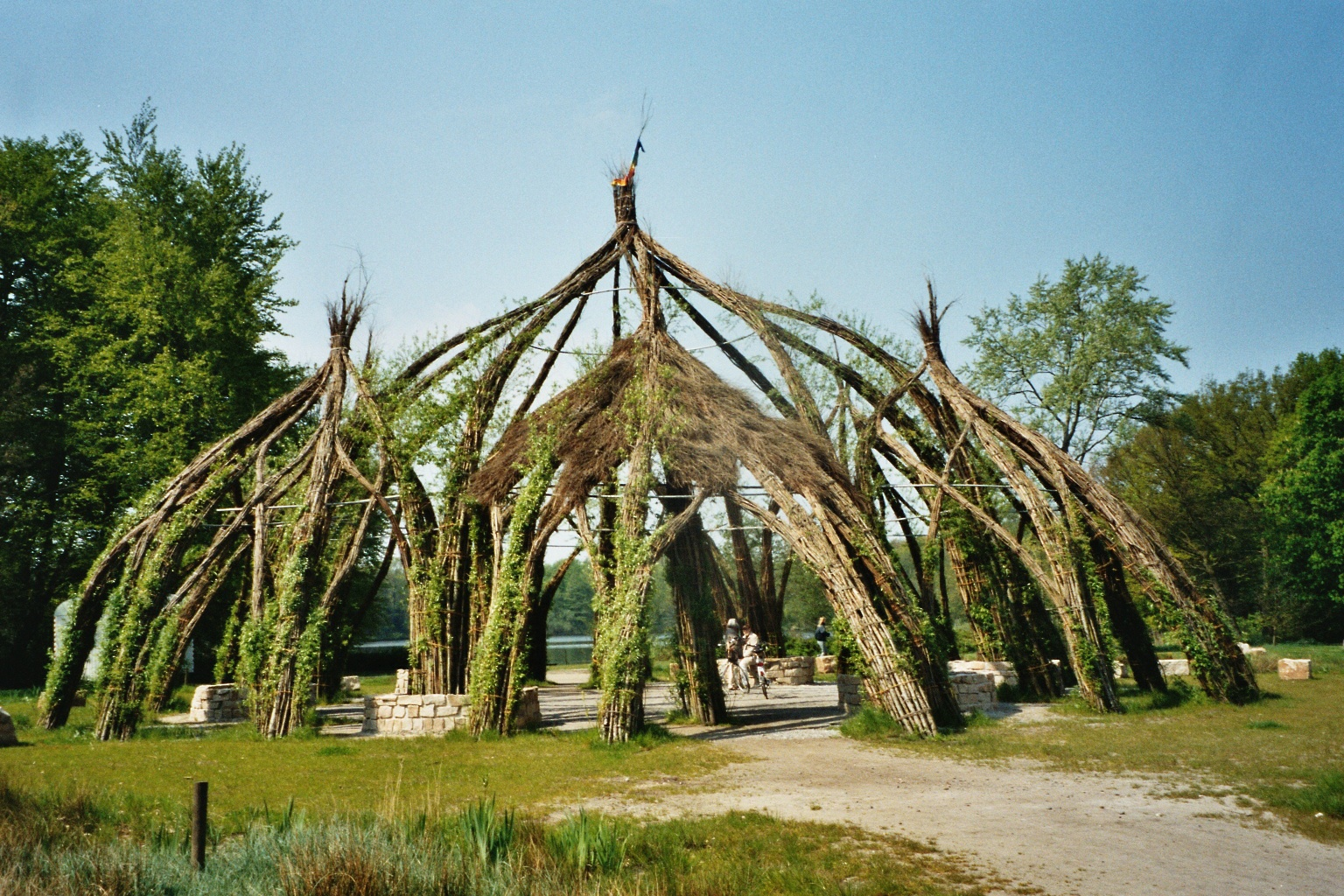
Weidenschloss im Speckenbütteler Park

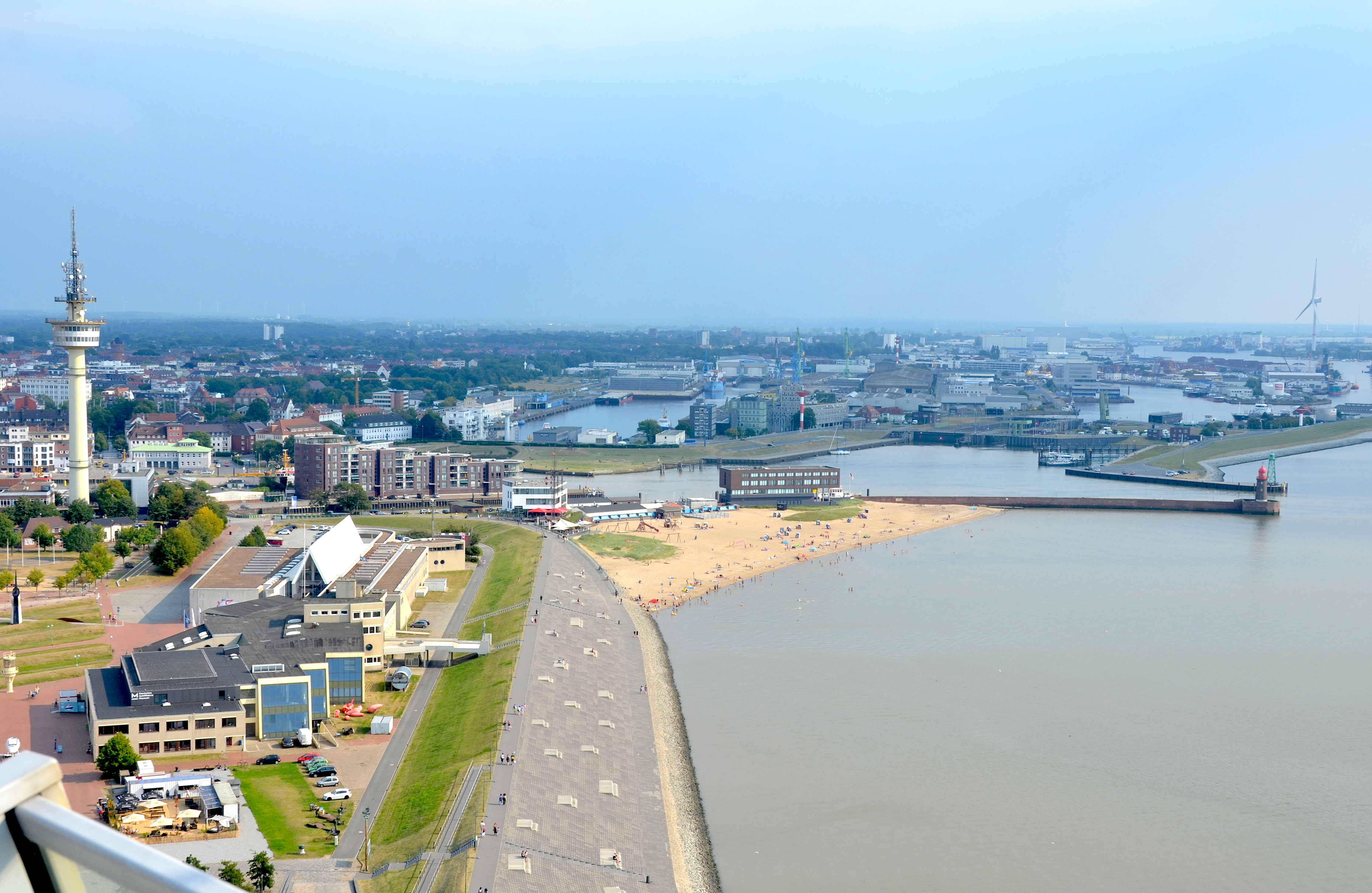
Weser-Strandbad, Deich und Geestemole mit Leuchtfeuer, links der Richtfunkturm

- Speckenbütteler Park (Parktor Speckenbüttel, Marschenhaus, Geestbauernhaus, Bootshaus mit -teich und Weidenschloss)[39]
- Der ehemalige Holzhafen mit Grünanlage
- Park Reinkenheide
- Thieles Garten (Park mit altem Baumbestand, exotischen Pflanzen und Skulpturen)
- Weserdeich mit Weser-Strandbad
- Wattenmeer (UNESCO-Welterbe)
- Zoo am Meer am Willy-Brandt-Platz

### Regelmäßige Veranstaltungen
- Jährlich findet ein Christopher Street Day in Bremerhaven statt.
- Die Sail, das größte Windjammer-Treffen Europas, findet alle fünf Jahre statt.[40]
- Mai: Frühjahrsmarkt, Lange Nacht der Kultur, Jeanette Schocken Literaturtage mit Verleihung des Jeanette Schocken Preises
- Mai: Bremerhavener Seemeile – „Laufen zwischen City und Meer“ (Volkslauf)
- Juni: Bremerhaven-Marathon
- Juni bis Mitte September: Bremerhavener Musiksommer, jeden Donnerstag im Schaufenster Fischereihafen
- Juni: Fischereihafen-Rennen (bis 2017), Drachenbootrennen, Wochenende an der Geeste
- Juli: Bremerhavener Festwoche, City Marathon Bremerhaven
- August: Bremerhavener Freimarkt, Kino im Hafen
- September: Weser-Inline-Tour, United We Stand Festival (früher Bunt statt Braun)
- Dezember: Weihnachtsmarkt

### Kulinarische Spezialitäten
- Fischspezialitäten aus Nordseefisch
- Nordseegarnele („Granat“)
- Grünkohlessen
- Labskaus und Skipperlabskovs

### Musik
- Rock Cyclus Bremerhaven
- Big Band Bremerhaven
- Blasorchester Bremerhaven
- Blasorchester Lehe (früher Blasorchester der Lessingschule)
- Blasorchester Wulsdorf
- Glad(E)makers (früher Prayers & Preachers)
- Rock Center Bremerhaven
- Stadttheater Kinderchor
- Jugendmusikschule Bremerhaven
- Original Marinechor Blaue Jungs aus Bremerhaven
- Philharmonisches Orchester Bremerhaven, zuvor Städtisches Orchester Bremerhaven

### Sonstiges

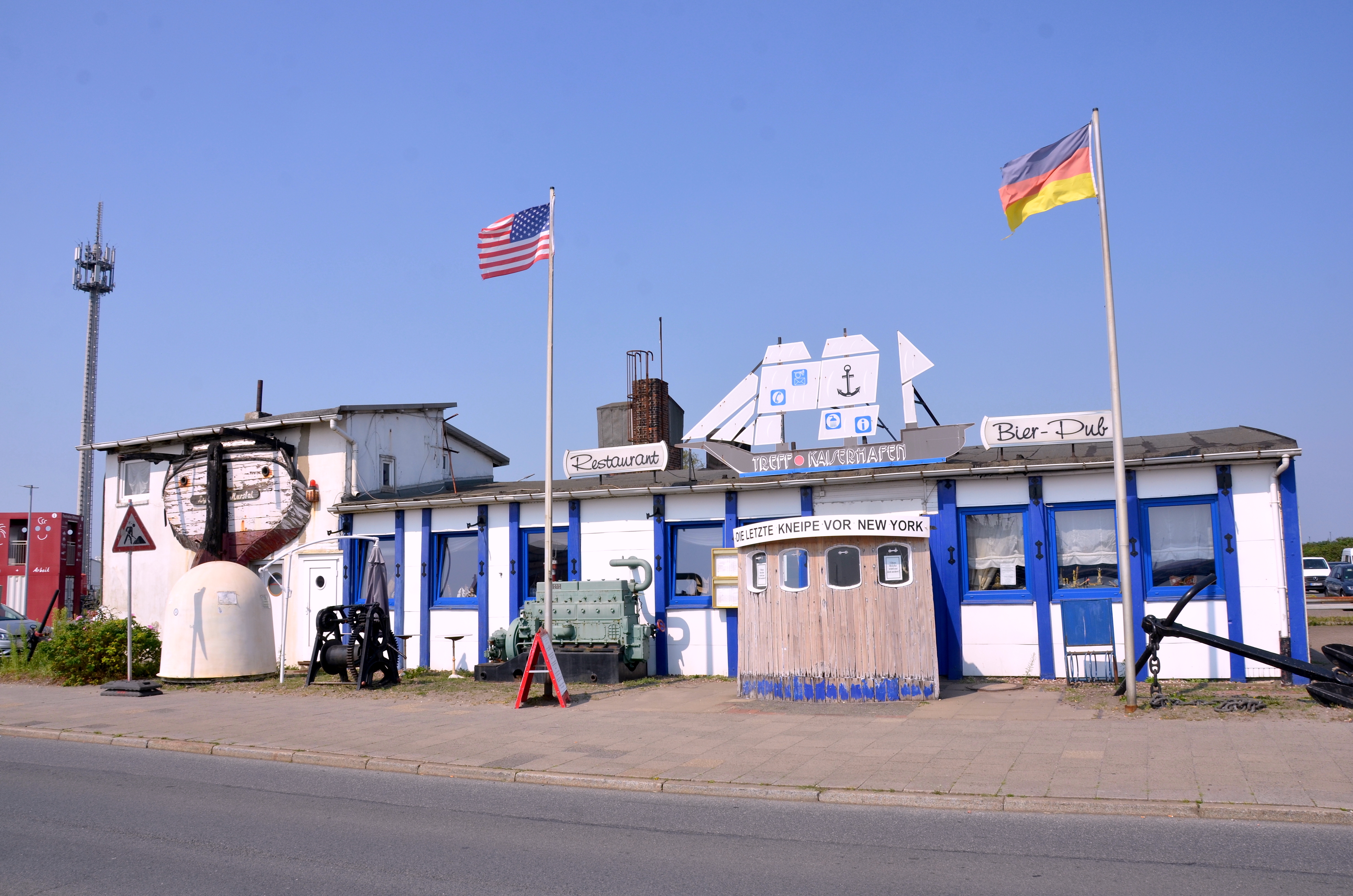
Treffpunkt Kaiserhafen

- → Hauptartikel: Liste von Wandbildern in Bremerhaven
- Kulturgeschichtspfade: Altstadtrundgang (Bremerhaven)
- Die Gaststätte Treffpunkt Kaiserhafen an der alten Bananenpier im Kaiserhafen III – die „letzte Kneipe vor New York“ – ist als eine Mischung aus Seemannskneipe und Restaurant mit maritimem Interieur eine Touristenattraktion.[41][42]

## Wirtschaft
2016 erbrachte Bremerhaven ein Bruttoinlandsprodukt (BIP) von 3,948 Milliarden Euro. Das BIP pro Kopf lag bei 34.771 € (Bremen: 47.482 €, Deutschland 38.180 €). Das BIP je Erwerbsperson betrug 57.831 €. In der Stadt sind 2017 ca. 68.300 Erwerbstätige beschäftigt. Die Arbeitslosenquote lag im Dezember 2018 bei 11,8 % (in der Stadt Bremen betrug sie 8,9 %).
Die Wirtschaft ist eng mit dem Hafen verbunden. 1895 bestand die Geestemünder Hochseeflotte aus 28 Schiffen. Geestemünde baute zwischen 1891 und 1896 den tideabhängigen, schleusenfreien Fischereihafen I aus und vergrößerte bis 1914 seine Fischereiflotte auf 93 Fischdampfer. In den 1930er Jahren erreichte die Flotte mit 215 Schiffen und 7000 beschäftigten Menschen in 21 Hochseefischereireedereien einen vorübergehenden Höhepunkt. Bis 1960 entstand hier der größte Fischereihafen Europas. Durch die Erweiterungen der Fischereizonen Islands und Norwegens auf 200 Seemeilen gingen bis 1984 die wichtigsten Fischgründe und mehr als 2000 Arbeitsplätze in der Hochseefischerei und etwa 4000 Arbeitsplätze im Fisch verarbeitenden Gewerbe verloren. In Bremerhaven gibt es jetzt nur noch drei Fischereischiffe.
Bis heute sind die mit dem Hafenbetrieb verbundenen Wirtschaftszweige prägend für die Wirtschaftsstruktur der Stadt. Dazu zählen das Container-Terminal Bremerhaven, die Werften sowie der Kraftfahrzeug-Umschlag (s. u.) und die fischverarbeitende Industrie, z. B. Deutsche See, Frosta, Nordsee-Restaurantkette und Frozen Fish International.
Die überwiegende Wertschöpfung bei Industrie und Handel Bremerhavens wird im Umschlag durchgehenden See-Güterverkehrs erzielt. Der Anteil der am Ort verarbeiteten Waren (Loco-Quote) ist dabei gering. Mit dem Umschlagsbetrieb nahen Dienstleistungen wächst dieser Wertanteil stetig. Die industrielle Verarbeitung erfolgt jedoch fast ausschließlich weiter im Hinterland.
Der Seegüterumschlag betrug 1,3 Millionen Tonnen im Jahr 1955, 8,2 Millionen Tonnen im Jahr 1975, 49 Millionen Tonnen im Jahr 2006 und über 67 Millionen Tonnen im Jahr 2011 (siehe auch Container-Terminal Bremerhaven).
Im Zukunftsatlas 2016 belegte Bremerhaven Platz 387 von 402 Landkreisen, Kommunalverbänden und kreisfreien Städten in Deutschland und zählt damit zu den Orten mit „hohen Zukunftsrisiken“. Die Stadt zählt zu den ärmsten Großstädten in Deutschland.

### Straßenfahrzeug-Umschlag

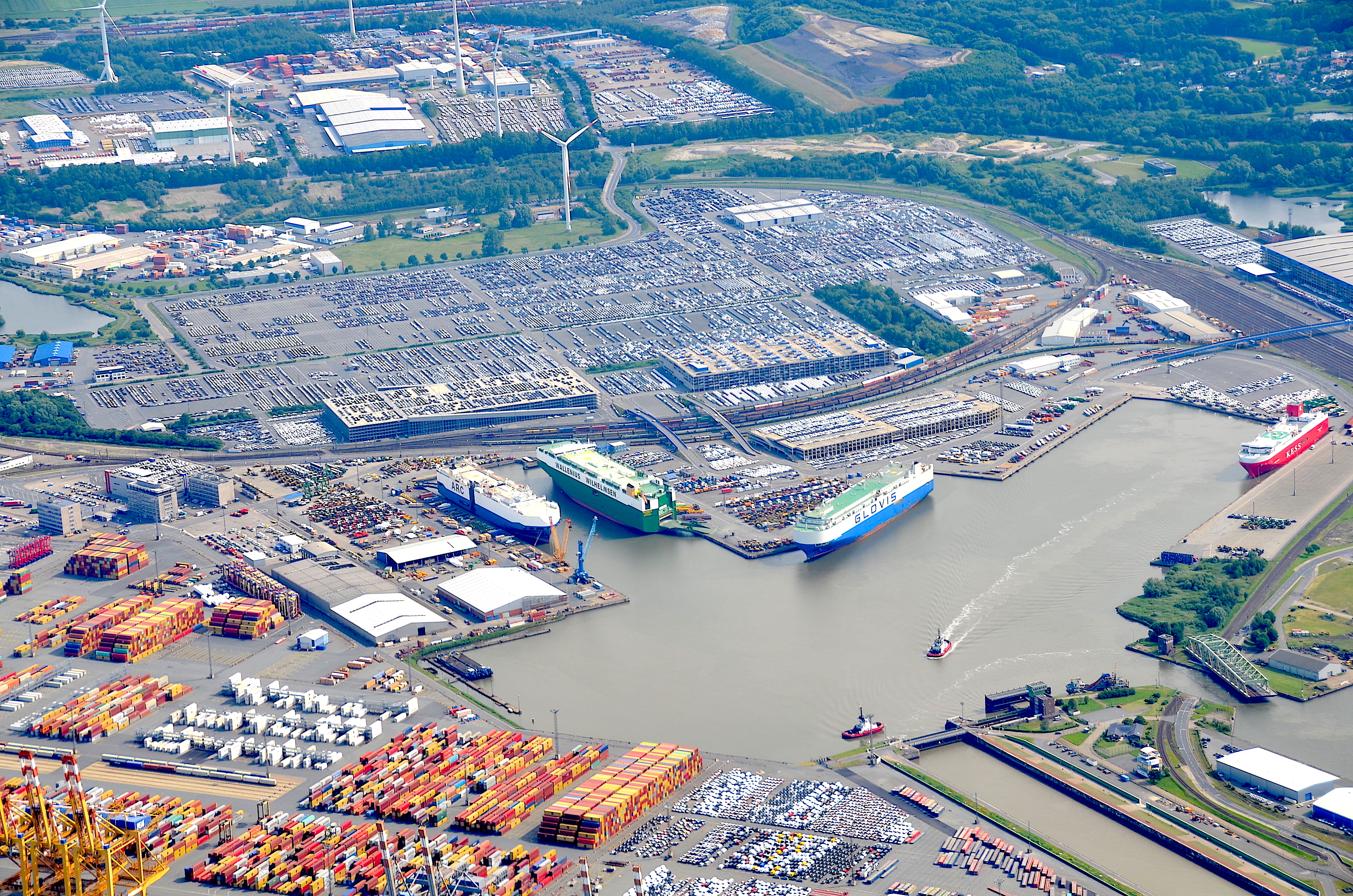
Autoport und Autoterminal der BLG Logistics Group in Bremerhaven (2019)

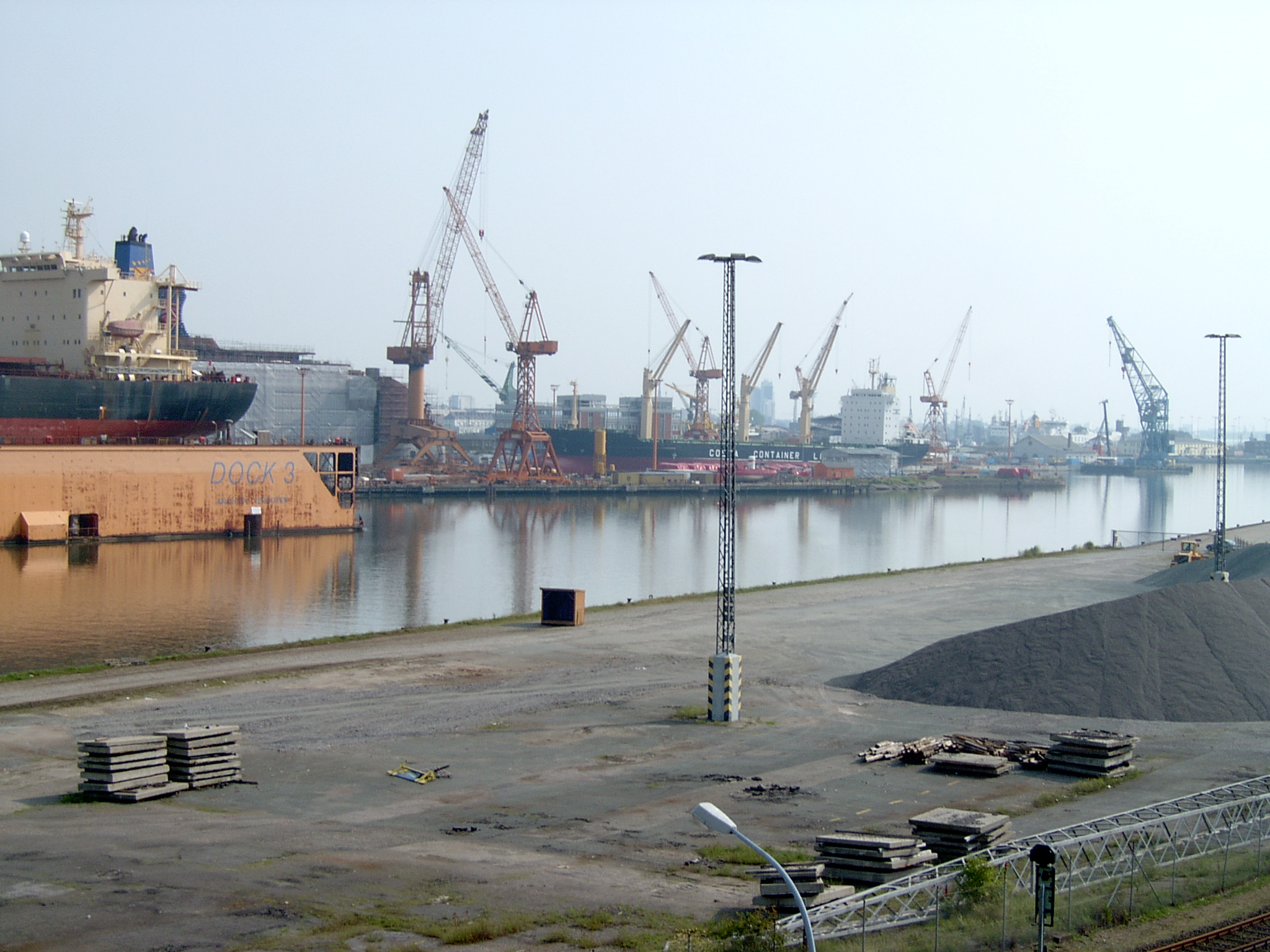
Blick über den Verbindungshafen zur Lloyd-Werft

Die aus der 1877 gegründeten Bremer Lagerhaus-Gesellschaft AG entstandene BLG Logistics Group ist heute mit 6800 Beschäftigten der europäische Branchenführer in der Kfz-Logistik. Das Autoterminal der BLG verfügt über eine Gesamtfläche von drei Millionen Quadratmetern und hat Platz für 120.000 Fahrzeuge. Der Gesamtwert der Fahrzeuge beläuft sich bei voller Auslastung auf etwa 3,6 Milliarden Euro. Mit einem Gesamtumschlag von über zwei Millionen Fahrzeugen 2011 ist Bremerhaven der führende Auto-Umschlagplatz in Deutschland. Die meisten der für den deutschen Markt bestimmten Import-Fahrzeuge gelangen über Bremerhaven nach Deutschland. 2014 wurden 2,3 Mio. Fahrzeuge umgeschlagen.
Neben den Automobilen werden rund eine Million Tonnen sogenannter High-and-Heavy-Güter sowie Stückgüter und Schwergüter bis 200 Tonnen Gewicht im Ro/Ro-Umschlag bewegt. Bei den High-and-Heavy-Gütern handelt es sich u. a. um Baumaschinen (Bagger, Kettenfahrzeuge, Autokrane), landwirtschaftliche Geräte (Traktoren, Mähdrescher und andere Erntemaschinen), Lkw, Zugmaschinen und auch Lokomotiven.

### Werften
Viele der traditionsreichen Werftbetriebe in Bremerhaven wie Tecklenborg, Rickmers, SSW oder Sieghold schlossen im Laufe der weltweiten Werftenkrise. Die bestehenden Betriebe mussten ihre Belegschaft aufgrund der fehlenden Aufträge stark verringern. Trotzdem bleibt Bremerhaven mit der Lloyd-Werft sowie den vormals zur Petram-Gruppe gehörenden Reparaturwerften German Dry Docks (hervorgegangen aus dem Zusammenschluss der Motorenwerke Bremerhaven mit dem Dockbetrieb Rickmers-Lloyd) und Bredo ein bedeutender Werftstandort. Im Juli 2019 verkaufte Petram seine schiffbaulichen Aktivitäten in Bremerhaven (Bredo und German Dry Docks) komplett an die Heinrich Rönner Gruppe, zu der auch der Schiffs- und Anlagenbauer Stahlbau Nord gehört.

### Windenergie
Bremerhaven ist ein wichtiger Standort der Offshore-Windenergie-Industrie in Deutschland. Der Anteil des Maschinenbaus wuchs in der ersten Hälfte der 2010er Jahre aufgrund der Produktion von großen Windenergieanlagen für Einsatzorte vor der Küste (offshore). Im Süden der Stadt befindet sich mit Herstellern wie Areva Wind GmbH (jetzt Tochterunternehmen Adwen, früher Multibrid), Senvion, Power Blades GmbH und WeserWind GmbH ein großes Industriegebiet für den Bau von Offshore-Windenergieanlagen an der Nordsee. An der Weser ist oberhalb der Geestemündung der Bau eines Offshore-Terminals (OTB) für den Umschlag von Windenergieanlagen geplant. Zu diesem Projekt mit geschätzten Gesamtkosten von 200 Millionen Euro gibt es auch Kritik, denn das Offshore-Geschäft ist sehr unstet. Nach der Nutzung der sogenannten ABC-Halbinsel (BLG) oder des Container-Terminals I (Eurogate) zum Umschlag von Windenergieanlagen u. a. Offshore-Einrichtungen werden diese zurzeit (Mitte 2015) nicht mehr benötigt. Man hofft auf eine Wiederbelebung für die Errichtung weiterer Offshore-Windparks.

### Lebensmittelindustrie
Noch heute ist Bremerhaven der wichtigste Fischereihafen Deutschlands, was der Stadt den Spitznamen Fischtown und den Bewohnern den Spottnamen Fischköppe eingebracht hat. Der Eishockeyverein REV Bremerhaven hat sich den Namen Fischtown Pinguins zu eigen gemacht.
Aus dem Hafenumschlag entstanden ist die Lebensmittelverarbeitung, insbesondere die Verarbeitung von Fisch und Tiefkühlkost. Heute erfolgen noch der Umschlag sowie die Reifung und Lagerung von Südfrüchten, wie beispielsweise Bananen, im Hafengelände. In Nachfolge des Fischereihafenumschlags früher von Frischfisch, später fast ausschließlich von über See oder auf der Straße angeliefertem Frostfisch, arbeitet in Bremerhaven heute ein starker Industriezweig der Lebensmittelindustrie (Fisch, Gemüse, Fertiggerichte). Dieser Industriebesatz änderte sich mit dem Wandel der Konsumgewohnheiten von der Dominanz der Frischware (Fisch) über Fertiggerichte (Pizzen) zu Frostwaren ohne Konservierungsmittel (FROSTA).

### Tourismus
In den letzten Jahrzehnten etabliert sich als weiteres Standbein erneut der Tourismus, der aber wiederum auch mit dem „Hafenflair“ und den maritim orientierten Museen zusammenhängt. Die frühere „graue Maus“ Bremerhaven gewann durch attraktive Museen und leistungsfähige Gastronomie stark an Farbe. Besonders das Deutsche Auswandererhaus (2005 eröffnet, 2007 als Europäisches Museum des Jahres ausgezeichnet und 2012 erweitert), das Klimahaus Bremerhaven 8° Ost (2009 eröffnet) und der Hafen mit Rundfahrten sind Attraktionen für Tagestouristen und Städtereisen.
Auch als Start- und Zielhafen für Kreuzfahrten im Nord- und Ostseeraum mit über 70.000 Passagieren bei 63 Anläufen im Jahr 2014 und einem modernen und leistungsfähigen Terminal gewinnt Bremerhaven an Bedeutung. Das heutige Columbus Cruise Center Bremerhaven (CCCB) ist als Columbuskaje geschichtlich bekannt als wichtigster Auswandererhafen des Kontinents und war bis in die 1970er Jahre ein für Deutschland bedeutender Hafen für den Passagierverkehr über die Nordsee (nach England) und den Atlantik.
Während der COVID-19-Pandemie mussten Kreuzfahrtschiffe längere Zeiten in Küstennähe verbringen und verstärkt die Infrastruktur von Seehäfen in Anspruch nehmen. In Bremerhaven durften Kreuzfahrtschiffe nur tageweise am Kreuzfahrtterminal anlegen, ansonsten lagen sie auf Reede in der Außenweser und vor Wangerooge.
Seit 2010 ist Bremerhaven mit der Sagengestalt Klabautermann Endpunkt der Deutschen Märchenstraße.

### Beschäftigungssituation
Durch den Strukturwandel in der Hafenwirtschaft, der Fischerei und Werftindustrie sowie Kaufkraftverluste mit dem Abzug der amerikanischen Soldaten stieg die Arbeitslosigkeit in Bremerhaven bis Ende der 1990er Jahre auf westdeutsches Rekordniveau. Ihren historischen Höchststand erreichte die Arbeitslosenquote im Januar 1998 mit 22,3 %. Durch eine verbesserte Lage der Hafenwirtschaft insbesondere beim Container- und Autoumschlag sowie die Entwicklung neuer Beschäftigungsbereiche im Tourismus und der Offshore-Windkraft erholte sich Bremerhaven seit der Jahrtausendwende langsam. Im August 2013 lag die Arbeitslosenquote in der Stadt Bremerhaven bei 14,6 %, bezogen auf alle zivilen Erwerbspersonen. Im Agenturbezirk Bremen-Bremerhaven, zu dem auch Teile des niedersächsischen Umlands gehören, belief sich die Quote auf 10,5 % im Oktober 2020.

### Medien

Schriftzug der Nordsee-Zeitung

In Bremerhaven erscheint als einzige lokale Tageszeitung die Nordsee-Zeitung. Bei der Nordsee-Zeitung entsteht auch der überregionale Teil der im Elbe-Weser-Dreieck verbreiteten regionalen Tageszeitungen (Redaktionsgemeinschaft Nordsee). Die Redaktionsgemeinschaft Nordsee produziert für sechs weitere Lokalzeitungen dieses Bereiches die Mantelseiten, nämlich: Bremervörder Zeitung (Bremervörde), Cuxhavener Nachrichten (Cuxhaven), Kreiszeitung Wesermarsch (Nordenham), Niederelbe-Zeitung (Otterndorf), Stader Tageblatt (Stade) und Zevener Zeitung (Zeven). Es handelt sich somit um Kopfblätter.
Radio Bremen unterhält am Alten Hafen ein crossmediales Außenstudio mit Hörfunk- und Fernsehstudio. Weiterhin besteht als Fernseh- und Hörfunkprogramm der Bürgerrundfunk Bremerhaven.
Die Rundfunkprogramme von Radio Bremen werden vom Telekom-Sender Schiffdorf abgestrahlt. Es können auch alle NDR-Programme empfangen werden. Gleiches gilt für Programme wie radio ffn, Hitradio Antenne und Energy Bremen. Fernsehprogramme werden ausschließlich im DVB-T2-Modus gesendet (ebenfalls in Schiffdorf). Neben den öffentlich-rechtlichen Programmen werden auch die Bouquets der ProSieben-Sat1-Gruppe und der RTL-Gruppe abgestrahlt.

### Veranstaltungsbranche

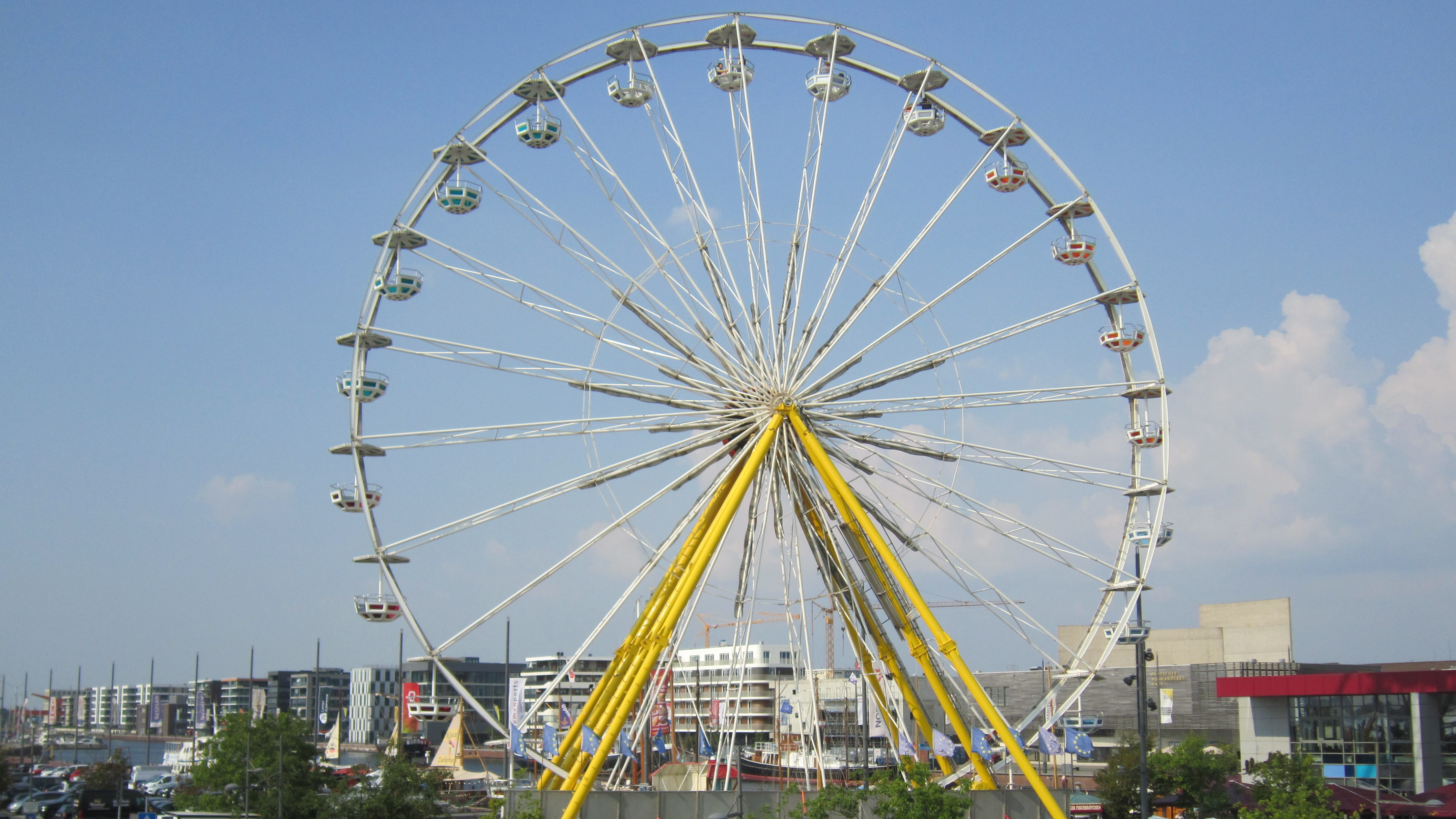
Riesenrad vor dem Neuen Hafen

Um zu verhindern, dass Betriebe in der Veranstaltungsbranche im Land Bremen während der COVID-19-Pandemie im Jahr 2020 monatelang keine Einnahmen erzielen konnten, wurde es Betreibern von kleinen Fahrgeschäften, Riesenrädern und Verkaufsbuden erlaubt, im öffentlichen Raum ihre Einrichtungen aufzustellen. Von Mai bis August 2020 stand in Bremerhaven ein Riesenrad zwischen dem Neuen Hafen, dem Klimahaus, dem Sail City-Hochhaus und dem Willy-Brandt-Platz.

## Verkehr

Übersichtskarte Jade- und Wesermündung

### Häfen

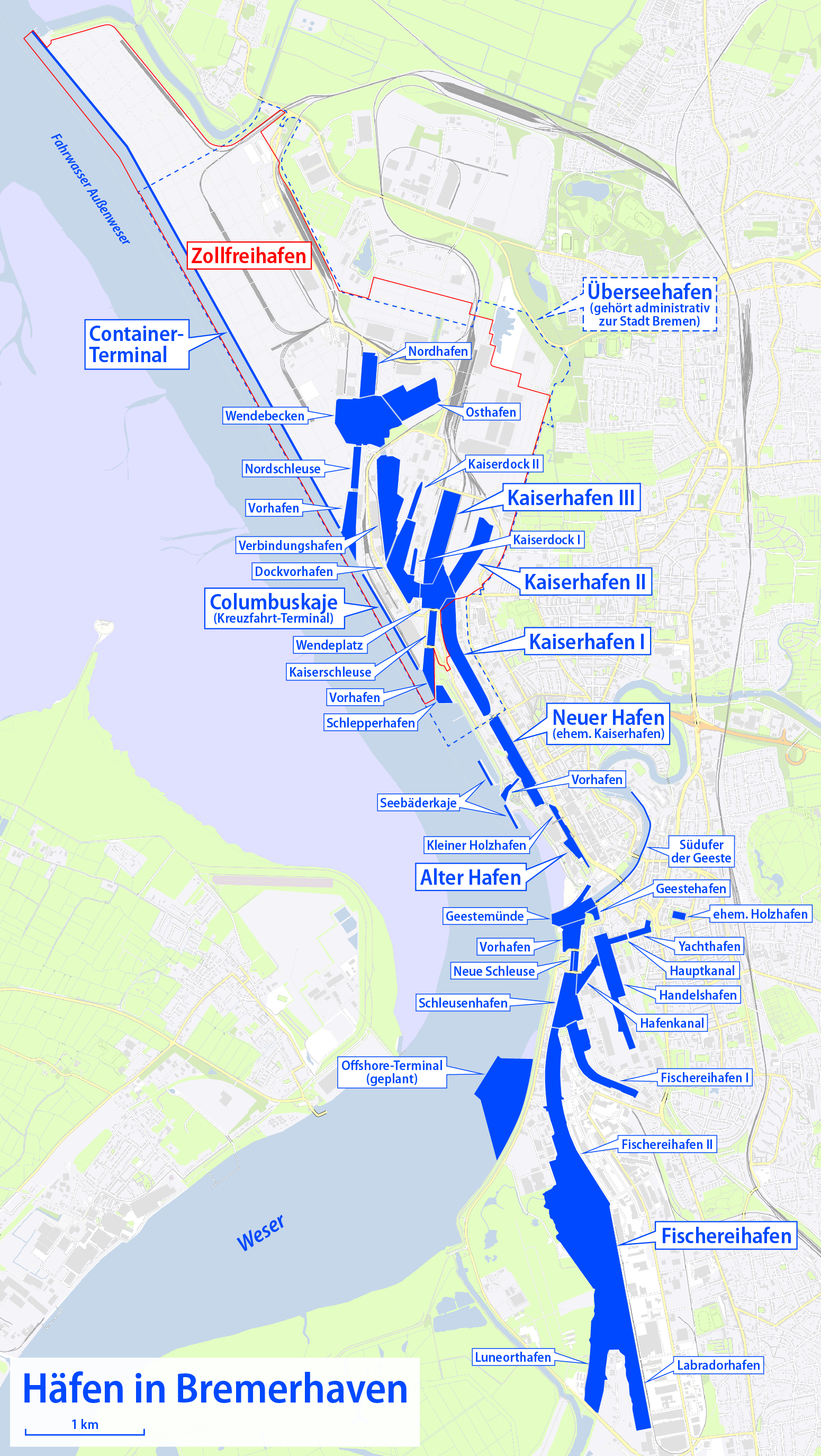
Lage der Häfen in Bremerhaven

Der Containerterminal mit der längsten Stromkaje der Welt (4680 Meter Kailänge, 14 Liegeplätze), die Tide-unabhängigen Häfen mit dem Autoimport und -export und die Columbuskaje mit dem Passagierverkehr gehören zum Stadtbremischen Überseehafengebiet, verwaltet von Bremenports. Dieses Unternehmen organisiert die Infrastruktur der Häfen, also die Schleusen, Kajen und Stauflächen sowie die Verkehrswege auf Straße und Schiene. Die Betriebsgesellschaften sind lediglich für die Umschlagsgeräte, die sogenannte Supra-Struktur, der Investitionsträger zuständig. Das Lotswesen obliegt der Hafenlotsengesellschaft Bremerhaven.
Das Überseehafengebiet stellt als Freizone des Kontrolltyps I (Freihafen) ein zollrechtliches Sondergebiet innerhalb des Zollgebiets der Europäischen Union dar. Es ist durch einen Grenzzaun und Grenzübergänge des Zolls gesichert, an denen Personen- und Warenkontrollen erfolgen. Personen, die die Freizone verlassen oder nur passieren wollen, müssen amtliche Ausweispapiere mit sich führen. Waren aller Art müssen beim Verlassen der Freizone zur Verzollung angemeldet und ggf. verzollt werden. Möchte man die Freizone mit Waren durchfahren und führt keine Papiere mit sich, die den Ursprung der Ware in der EU eindeutig belegen, muss man sich bei Einfahrt in die Freizone von selbst an die Zollbehörden wenden und die Waren anmelden.
Der Neue Hafen, der Alte Hafen mit den Museumsschiffen, die Seebäderkaje, der jüngste Abschnitt CT IV des Containerterminals und das Fischereihafengebiet südlich der Geeste gehören zum Stadtgebiet Bremerhaven, der Rest, der größte Teil des Hafens nördlich der Geeste, jedoch seit 1938 zum Stadtgebiet Bremen.

### Eisenbahn
Die Geschichte der Eisenbahn in Bremerhaven begann 1862, als die Hannoversche Staatsbahn (ab 1866 Teil der Preußischen Staatseisenbahnen) für den Hafen-Hinterland-Güterverkehr des Königreichs Hannover die durchgehend zweigleisige Bahnstrecke Bremen–Bremerhaven in Betrieb nahm (siehe auch: Geschichte der Eisenbahn in Deutschland). Heute ist der Transport der umgeschlagenen Güter an Containern und Automobilen per Bahn das Rückgrat der Hafenverkehre. Ein Transport vergleichbarer Gütermengen über die Straße wäre für das Autobahnnetz kaum erträglich. Das ausgedehnte Schienennetz im Hafengebiet ist in Landesbesitz und wird von der Deutschen Bahn AG betrieben.
Am Hauptbahnhof Bremerhaven schließt die Bahnstrecke von Bremen an die Strecke nach Cuxhaven an. Er ist zudem Ausgangspunkt für die Verbindung nach Buxtehude (über Bremervörde) zur Niederelbebahn, auf der seit Dezember 2007 die Hamburger S-Bahn bis Stade fährt. Ferner gab es vom Bremerhavener Hauptbahnhof aus Fahrten zum Columbusbahnhof/ColumbusCruiseCenter (Gelegenheits-, Sonder- und Güterverkehr). Weiterhin wird an ausgewählten Tagen auf der Museumsbahn nach Bederkesa ein Angebot vorgehalten.
Fernverkehr

Linienschema der Regio-S-Bahn Bremen/Niedersachsen

Bis 2001 war Bremerhaven in das Personenfernverkehrsnetz der Deutschen Bahn eingebunden (ICE nach München und Frankfurt am Main, IR nach Saarbrücken und Luxemburg).  Von Dezember 2021 an gab es wieder eine einzelne tägliche Fahrt eines IC von Bremerhaven nach Köln. Diese Testphase wurde mit dem Winterfahrplan im Dezember 2024 beendet und die IC-Verbindung nach Angaben der Deutschen Bahn aufgrund mangelnder Auslastung wieder eingestellt. Von politischer Seite wird weiterhin eine Anbindung Bremerhavens an das Fernbahnnetz angestrebt. Die steigenden Passagierzahlen im Kreuzfahrtbereich (2024: ca. 290.000 Passagiere) werden als Chance gesehen, die Auslastung von Fernzügen auf dieser Strecke zu verbessern.
Regional-Express
Bremerhaven wird gegenwärtig, 2024, von den zwei Regional-Express-Linien RE 8 und RE 9 der Deutschen Bahn bedient, die die Stadt alle zwei Stunden mit Hannover bzw. Osnabrück verbinden. Durch die Überlagerung der beiden RE-Linien ergibt sich für den Streckenabschnitt Bremerhaven–Bremen ein Stundentakt.
Regionalbahn
Bremerhaven ist zudem an die Regio-S-Bahn Bremen/Niedersachsen angeschlossen, die von der NordWestBahn betrieben wird. Die stündlichen Regio-S-Bahn-Züge der Linie RS 2 führen von Bremerhaven über Bremen nach Twistringen. Die RS 2 bedient drei Stationen auf Bremerhavener Stadtgebiet: Bremerhaven-Lehe, Bremerhaven Hbf und Bremerhaven-Wulsdorf. Im Zuge der Einführung der Regio-S-Bahn wurde eine Reaktivierung des 1988 stillgelegten Haltepunktes Bremerhaven-Speckenbüttel diskutiert.
Zwei weitere Regionalbahn-Linien, beide unter der Liniennummer RB 33, führen nach Cuxhaven und Buxtehude über Bremervörde. Sie werden von der EVB mit Wasserstoff- und Dieselzügen betrieben.
| Linie | Linienverlauf                                                                                 | Betreiber     | Takt            |
| ----- | --------------------------------------------------------------------------------------------- | ------------- | --------------- |
| RE 9  | Bremerhaven-Lehe – Bremerhaven – Osterholz-Scharmbeck – Bremen – Diepholz – Osnabrück         | DB Regio Nord | Zweistundentakt |
| RE 8  | Bremerhaven-Lehe – Bremerhaven – Osterholz-Scharmbeck – Bremen – Verden – Nienburg – Hannover | DB Regio Nord | Zweistundentakt |
| RB 33 | Bremerhaven – Dorum – Cuxhaven                                                                | EVB           | Stundentakt     |
| RB 33 | Bremerhaven – Bremervörde – Buxtehude                                                         | EVB           | Stundentakt     |
| RS 2  | Bremerhaven-Lehe – Bremerhaven – Osterholz-Scharmbeck – Bremen – Twistringen                  | NordWestBahn  | Stundentakt     |

### Busverkehr

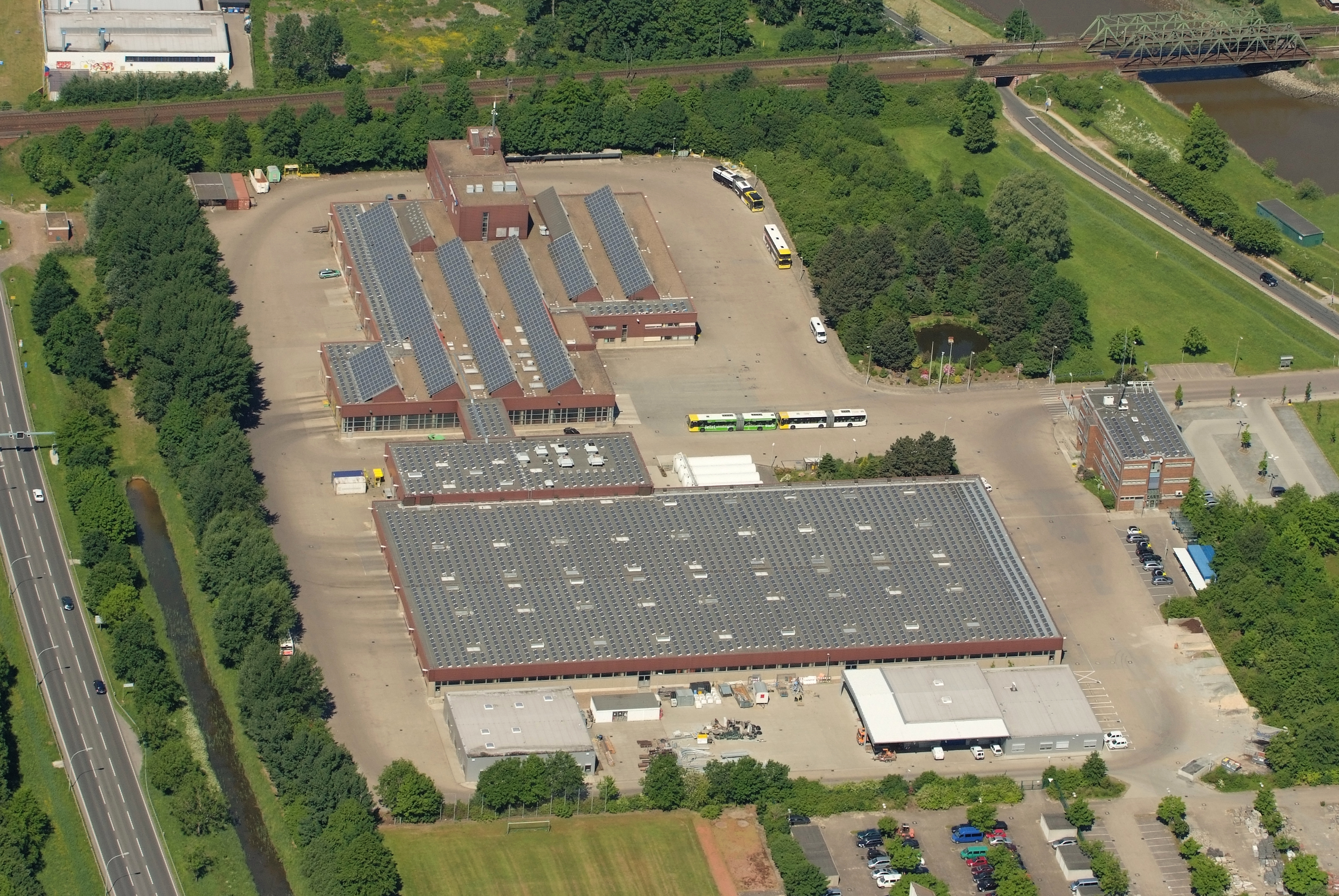
Sitz der VGB/BremerhavenBus

Ab Dezember 1947 fuhren Oberleitungsbusse in Bremerhaven. Zunächst entstand eine Linie (I) ab Hauptbahnhof nach Schiffdorf. 1949 folgte eine zweite Linie (II) Hauptbahnhof – Lehe Stresemannstraße. Der Obus-Betrieb endete bereits am 1. Juli 1958 wieder.

Am 8. Januar 1961 wurde der Omnibusbetriebshof der VGB an der Stadtgrenze in Langen in Betrieb genommen. Am 13. Dezember 1965 fuhr der erste Gelenkbus bei der VGB. Am 1. Juni 1980 wurde der Omnibusbetriebshof der VGB neben der Feuerwache an der Straße Zur Hexenbrücke seiner Bestimmung übergeben.

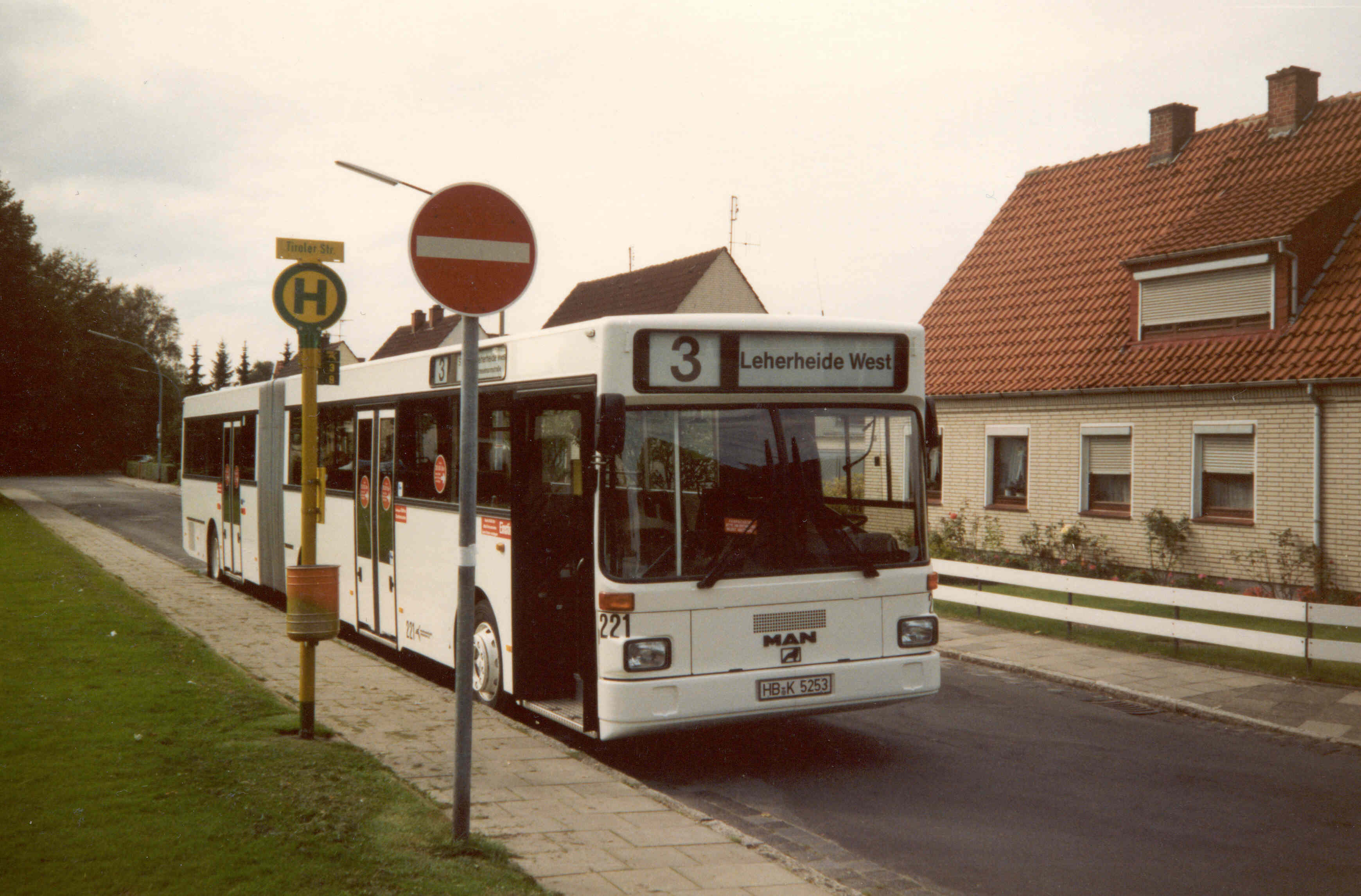
VGB-Bus in Bremerhaven, Surheide (1990)

Der Öffentliche Personennahverkehr (ÖPNV) in Bremerhaven wird mit 21 Buslinien (19 Tages- und 2 Nachtlinien) durch die Verkehrsgesellschaft Bremerhaven AG (VGB) für die BVV erbracht. Seit 2001 lautet der Markenname BremerhavenBus.
Die Konzession der VGB-Buslinien einschließlich ALT-Verkehre hat seit 2017 die Bremerhavener Versorgungs- und Verkehrs-GmbH (BVV).
Darüber hinaus verkehren Regionalbuslinien anderer Unternehmen in das Bremerhavener Umland, unter anderem nach Bad Bederkesa, Beverstedt und Nordholz sowie nach Oldenburg.
Die Stadt gehört zum Zweckverband Verkehrsverbund Bremen/Niedersachsen. Die Bremerhavener Versorgungs- und Verkehrs-GmbH (BVV) ist Mitglied im Verkehrsverbund Bremen/Niedersachsen.

### Straßenbahn

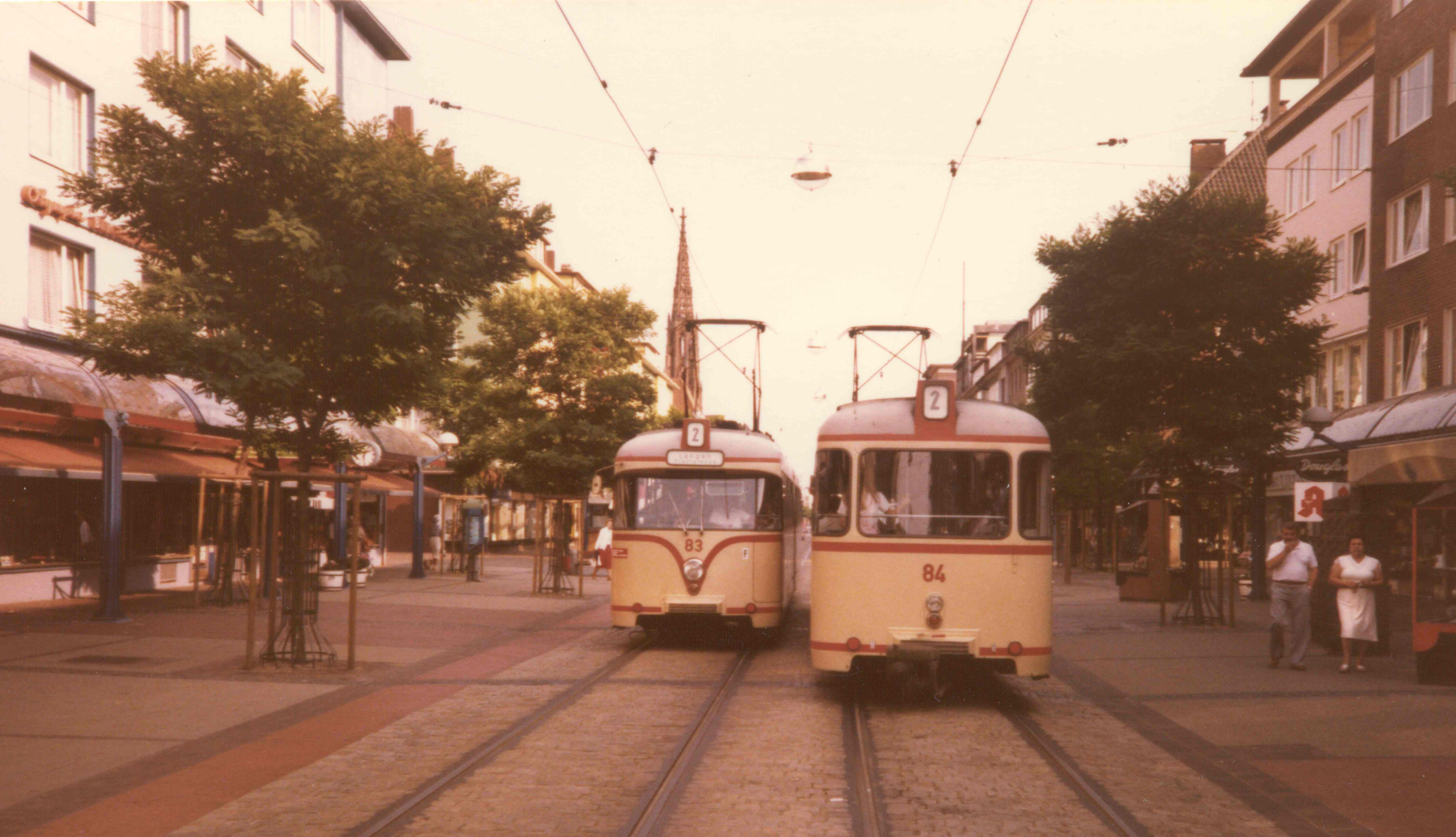
Trambahn in der Bremerhavener Fußgängerzone anno 1982

Den Anfang machte die Bremerhavener Straßenbahn Actiengesellschaft mit einer Pferdebahn im Jahr 1881, die 1898 durch eine Akku-Bahn ergänzt und 1908 komplett zur elektrischen Straßenbahn mit Oberleitungsbetrieb umgerüstet wurde. Ab 1920 beteiligten sich Bremerhaven, Geestemünde und Lehe zu 50 % an diesem Unternehmen. 1926 erfolgte die Umbenennung in Straßenbahn Bremerhaven-Wesermünde A.-G., 1939 in Straßenbahn Wesermünde A.-G. und 1947 in Verkehrsgesellschaft Bremerhaven AG (VGB).
In der Blütezeit 1949 bestand das Netz aus 6 Straßenbahnlinien. 1952 war das Netz noch recht umfangreich (siehe nebenstehenden Gleisplan), die Straßenbahn wurde in der Folge bis zum 30. Juli 1982 stillgelegt. Die VGB-Fahrgastzahlen haben sich seit 1980 von damals 20,7 Millionen bis 2006 auf 13 Millionen reduziert.
1998 legte der Verkehrsclub Deutschland (VCD) ein Konzept zur Wiedereinführung der Straßenbahn als moderne Stadtbahn vor. Nachdem die Politik auch nach Vorlage eines für die Straßenbahn positiven Gutachtens im Jahr 2000 das Vorhaben nicht weiter verfolgte, nahm der VCD 2013 die Diskussion wieder auf.
Im März 2022 beschloss die Politik, vor dem Hintergrund der Klimakrise ein neues Straßenbahnsystem für Bremerhaven gutachterlich untersuchen zu lassen.

### Straßen des Fernverkehrs

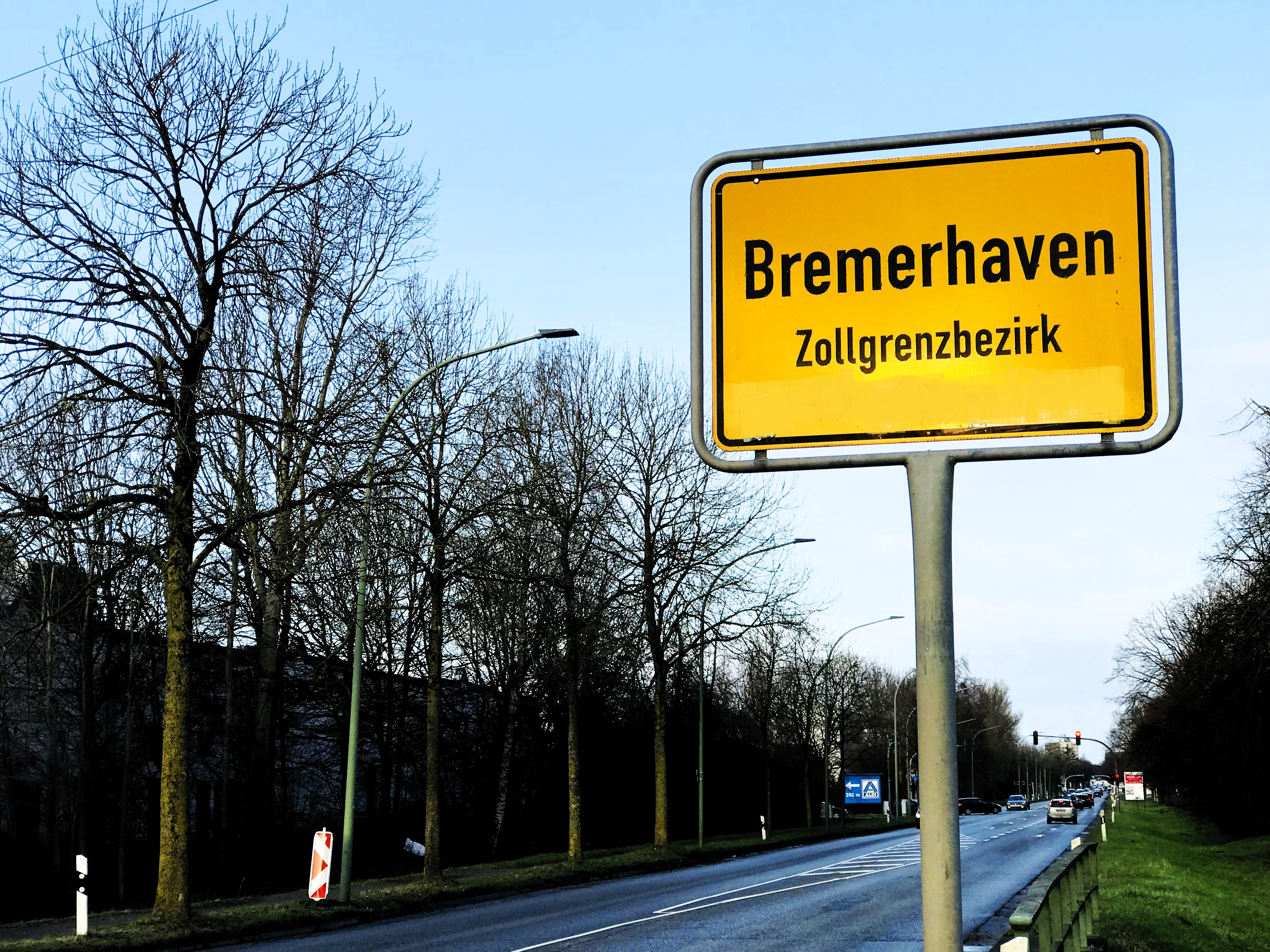
Ortseinfahrt in den Zollgrenzbezirk Bremerhaven (Bundesstraße 6)

Durch das östliche Stadtgebiet Bremerhavens führt die Bundesautobahn A 27 Cuxhaven-Bremerhaven-Bremen-Walsrode. Ferner führen die alte Bundesstraße B 6, die B 71 und die B 212 durch das Stadtgebiet. In Planung ist zusätzlich die umstrittene, sogenannte Küstenautobahn A 20 / A 22 zwischen Skandinavien/Polen und den Niederlanden über Hamburg und Bremerhaven, die mit der erforderlichen neuen Elbquerung mindestens 5,88 Milliarden Euro kosten würde.
Das Stadtgebiet selbst ist von einer leiterartigen Struktur in Nord-Süd-Richtung geprägt, mit der A 27 als Osttangente und der B 6 als Westtangente; letzte teilt sich am Verkehrsknoten Elbinger Platz in eine weiterführende Hafenrandstraße und eine Mittelachse (B 6). Für den südlichen Abschnitt der Westtangente bestanden Überlegungen des Neubaus außerhalb von Wohngebieten (heutiger Verlauf Georgstraße – Weserstraße); die Hafenrandstraße (Columbusstraße und Barkhausenstraße) endet am Zolltor Rotersand.
Die Querspangen sind:
- in Wulsdorf die B 71 (früher Lindenallee, nun Südtangente)
- in Geestemünde die Straßen An der Mühle und Schiffdorfer Chaussee, als direkter Autobahnzubringer Geestemünde
- in Mitte die Grimsbystraße B 212 als Autobahnzubringer Mitte zum Fähranleger nach Blexen in Geestemünde (Eine Besonderheit ist hier, dass die Strecke von kurz vor der Anschlussstelle an die B 6 bis zur Autobahn (etwa zwei Kilometer) dreistreifig ausgebaut ist; Wechselverkehrszeichen geben die mittlere Spur je nach Tageszeit stadtein- oder -auswärts frei.)
- in Lehe und Leherheide die Cherbourger Straße als Autobahnzubringer für die Überseehäfen, deren Funktion in den 2020er Jahren teilweise durch einen neuen Straßentunnel übernommen werden soll. Dieser soll teilweise unter der alten Cherbourger Straße liegen. Das Projekt sollte ursprünglich 2020 fertiggestellt werden.

### Luftverkehr
Bremerhaven besaß den Flugplatz Luneort, von dem im Linienverkehr Helgoland angeflogen wurde. Im September 2011 beschloss die Bremerhavener Stadtverwaltung, den Flugplatz zugunsten des Offshore-Terminals (OTB) zu schließen. Der OTB wurde aber bis heute (Mai 2022) nicht gebaut. Das Gelände des ehemaligen Flugplatzes wird zzt. von der Windkraftindustrie genutzt. Rund 30 Kilometer weiter nördlich befindet sich der Fliegerhorst Nordholz. Ab 1925 bestand der Flugplatz Weddewarden. Heute ist Weddewarden ein Stadtteil Bremerhavens.

### Schiffsverkehr
Am südlichen Geesteufer befindet sich der Ausgangspunkt der Weserfähre, die Bremerhaven mit dem Nordenhamer Ortsteil Blexen verbindet.
Im Norden der Stadt, zwischen Kaiserschleuse und Nordschleuse, befinden sich die Columbuskaje sowie ein Fährterminal, von dem aus Fährverbindungen nach England (Harwich, 1966–1982) und Island bestanden. Über 8 Millionen Emigranten sind von der Columbuskaje in die Neue Welt aufgebrochen. Seit dem 2. Mai 2003 werden die Anlagen an der Columbuskaje als Passagierterminal Columbus Cruise Center Bremerhaven (CCCB) für Kreuzfahrtschiffe genutzt.
Früher gab es innerhalb der Kaiserhäfen und des Fischereihafens Fährverbindungen. Die Fähre im Kaiserhafen wurde für die Bauzeit zur Erweiterung der Kaiserschleuse reaktiviert.

### Rettungsstation der DGzRS
Seit 1863 existiert eine Rettungsstation in Bremerhaven, die ursprünglich vom Bremischen Verein zur Rettung Schiffbrüchiger auf der Geestekaje eingerichtet wurde. Nach Übernahme der Station durch die Deutsche Gesellschaft zur Rettung Schiffbrüchiger (DGzRS) wurden regelmäßig neue Rettungsboote an der Kaje stationiert. 1917 wurde der denkmalgeschützte Bootsschuppen der DGzRS gebaut.

1933 wurden in Bremerhaven erstmals motorgetriebenen Rettungsboote stationiert und 1953 ein Seenotrettungskreuzer als Bremen III.

Seit 1996 liegt am Anleger vor der Lotsenstation ein moderner Seenotkreuzer. Die Station befindet sich im Lotsenhaus.

### Fahrradwege
Über Bremerhaven verlaufen der Weser-Radweg, der die Weser von ihrem Anfang (Zusammenfluss der Flüsse Fulda und Werra in Hann. Münden) bis zur Mündung begleitet und weiter nach Cuxhaven führt, Vom Teufelsmoor zum Wattenmeer und der Nordseeküsten-Radweg.

## Öffentliche Einrichtungen

### Allgemein
- Stadtverwaltung Bremerhaven in den Leher Kasernen
- Feuerwehr, Zur Hexenbrücke 12
- Landesinstitut für Schule (Bremen) (LIS), Außenstelle Bremerhaven mit dem Hauptseminar 34 (Bremerhaven) der Abteilung Ausbildung, Deichstraße 37
- Finanzamt Bremerhaven, Schifferstraße 8
- Finanzamt Wesermünde, Borriesstraße 50
- Zollamt Bremerhaven, Franziusstraße 1
- Wasser- und Schifffahrtsamt Bremerhaven (WSA), Am Alten Vorhafen 1
- Marineoperationsschule (Bereiche Taktik, Nautik, Elektronik und Spezialgebiete), Elbestraße 101
- Standortmanagement Geestemünde (Quartier Geestemünde), Schillerstraße 64

### Forschung, Hochschulen
Mit Bremen wurde Bremerhaven am 12. März 2004 vom Stifterverband für die Deutsche Wissenschaft zur Stadt der Wissenschaft 2005 (bei 36 deutschen Städten als Mitbewerber) gewählt.
- Die Hochschule Bremerhaven ging 1975 aus der Seefahrtschule Bremerhaven hervor.
- Alfred-Wegener-Institut für Polar- und Meeresforschung (zur Helmholtz-Gemeinschaft Deutscher Forschungszentren gehörend)
- Fraunhofer-Institut für Windenergie und Energiesystemtechnik (IWES), 2009 hervorgegangen aus dem Fraunhofer-Center für Windenergie und Meerestechnik (CWMT)
- DLR-Institut für den Schutz maritimer Infrastrukturen
- Bremerhavener Innovations- und Gründerzentrum (BRIG)
- t.i.m.e. Port
- BioNord Zentrum für Biotechnologie
- IMARE – Institut für marine Ressourcen
- Die Thünen-Institute für Fischereiökologie und Seefischerei sind 2018 von Hamburg nach Bremerhaven umgezogen.[76] Der Neubau nach Plänen von Staab Architekten wurde 2018 mit dem BDA-Preis des Landes Bremen ausgezeichnet.
- Das Technologie-Transfer-Zentrum (ttz Bremerhaven) wurde 1987 gegründet und betreibt in sechs Instituten angewandte Forschung und Entwicklung, darunter:
  - Bremerhavener Institut für Lebensmitteltechnologie und Bioverfahrenstechnik (BILB)
  - Bremerhavener Institut für Gesundheitstechnologien (BIGT)
  - Bremerhavener Institut für Biologische Informationssysteme (BIBIS)
  - Bremerhavener Institut für Organisation und Software (BIOS)
  - Bremerhavener Institut für Wasser-, Energie- und Landschaftsmanagement
  - Sensoriklabor Bremerhaven

Die Stadt Bremerhaven ist korporativ förderndes Mitglied der Max-Planck-Gesellschaft.

### Schulen
Bremerhaven bietet folgendes Schulspektrum: Grundschulen, Hauptschulen, Realschulen, Oberschulen und Gymnasien sowie Berufsschulen, Förderschulen und eine Volkshochschule. Einzelheiten werden in den Artikeln zu den Stadtteilen dargestellt. Latein wird in der Wilhelm-Raabe-Schule als zweite oder dritte Fremdsprache in den Klassen 6 bis 10 unterrichtet, im Schulzentrum Geschwister Scholl in der Oberstufe, im Lloyd-Gymnasium in der Oberstufe und in der katholischen Edith-Stein-Schule als zweite Fremdsprache.
Das Gymnasium Wesermünde in Geestemünde ist eine niedersächsische Schule mit dem Schulträger Landkreis Cuxhaven.

### Medizinische Versorgung
- Klinikum Bremerhaven (ehem. ZKH Reinkenheide), in Schiffdorferdamm
- AMEOS Klinikum Am Bürgerpark Bremerhaven, in Geestemünde
- AMEOS Ambulantes Klinikum Bremerhaven, davor AMEOS Klinikum Mitte Bremerhaven (ehem. DRK Klinik St.-Joseph-Hospital), in Mitte (seit Mai 2024 ist das Klinikum wegen Unrentabilität zu einem ambulanten OP-Zentrum umgewandelt worden)[78][79]
- ARCHE Klinik, in Geestemünde
- Gesundheitsamt im ehem. Krankenhaus Lehe, Wurster Straße 49

### Sport

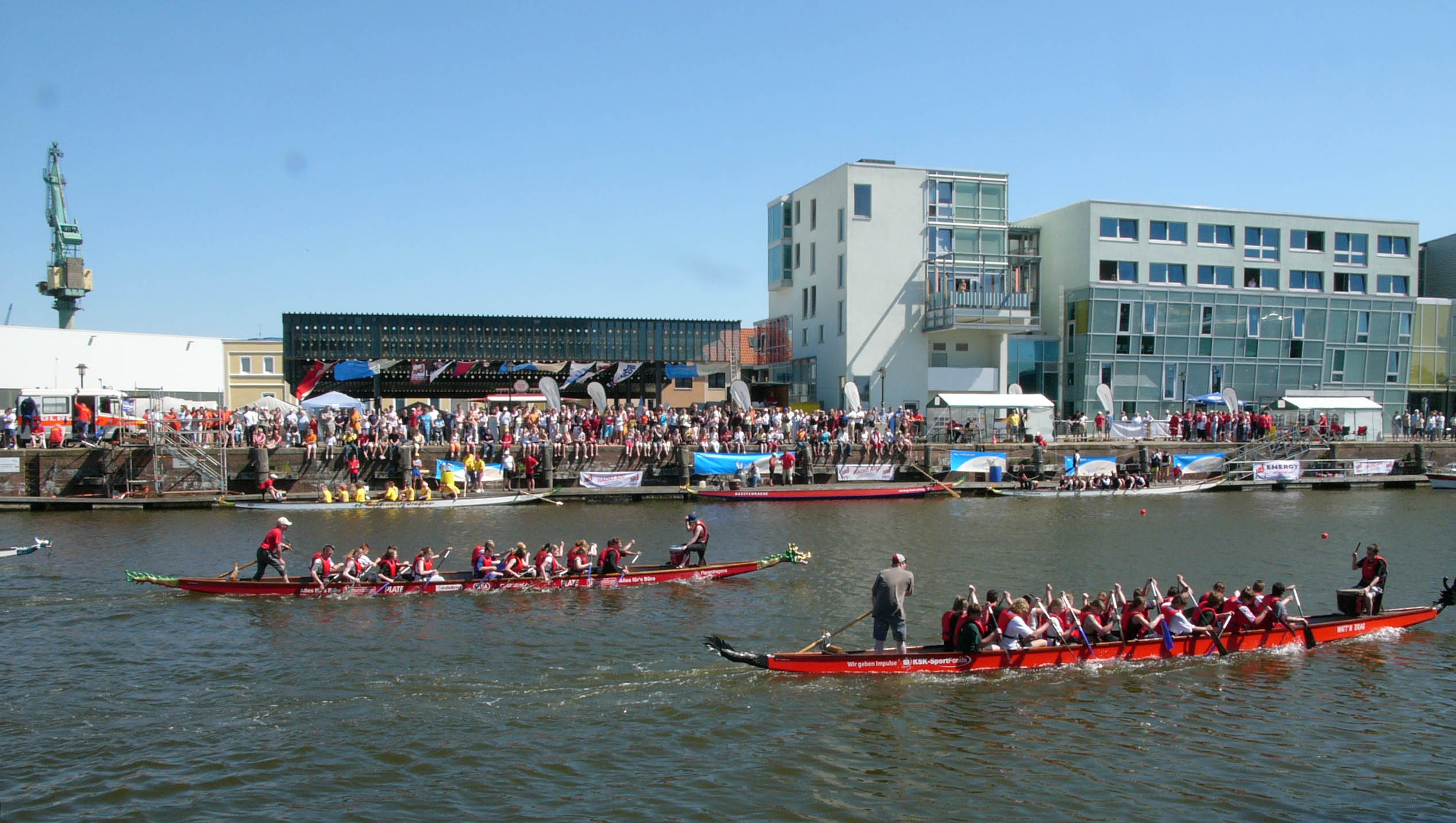
Drachenboot-Cup über 1852 Meter (= eine Seemeile), Fischereihafen Bremerhaven 2006

#### Sportarten
Bremerhaven war eine Hochburg im Rollkunstlauf, Bowling und Tanzsport.
- American Football: Bremerhaven Seahawks – Regionalliga Nord
- Badminton: SFL Bremerhaven
- Basketball:
  - Eisbären Bremerhaven – ProA
  - Goldpokal der Stadt Bremerhaven – 1964 bis 1983
- Bowling: zwei Mannschaften in der Bremer Landesliga
- Boxen: Weser-Boxring Bremerhaven
- Drachenboot: Der Kanu-Verein Unterweser ist Deutscher Meister des DDV, EM- und WM-Teilnehmer
- Eishockey:
  - REV Bremerhaven Fischtown Pinguins – DEL – Deutsche Eishockey Liga
  - REV Bremerhaven 1b – Regionalliga Nord
- Flugsport: LVU Bremerhaven, Segelflugverein
- Fußball:
  - 5. Liga (Bremen-Liga):
    - OSC Bremerhaven
    - ESC Geestemünde
    - Leher Turnerschaft (LTS)
    - TuSpo Surheide

  - 6. Liga (Landesliga Bremen):
    - FC Sparta Bremerhaven II
    - FT Geestemünde
    - SC Lehe-Spaden
    - TSV Wulsdorf
- Handball:
  - HSG Geestemünde – Landesliga Bremen
  - Leher TS – Landesliga Bremen
- Kajak, Kanu, Drachenboot, Outrigger Canoe: Kanu-Verein Unterweser
- Marathon: City Marathon Bremerhaven
- Motorsport: Internationales Fischereihafen-Rennen (1952 bis 2017)
- Rollkunstlaufen:
  - Eis- und Rollsport-Club Bremerhaven e. V.; Silbermedaille WM 2004 (Pflicht) – Constance Hoßfeld
  - Leher Turnerschaft von 1898 e. V.; deutsche Meisterschaft bei den Show-Gruppen
- Rudern: Bremerhavener Ruderverein von 1889; Vizeweltmeister im LM 4x-
- Segeln:
  - WYC Weser Yacht Club Bremerhaven; Europameister Sprinta Sport 2002 – SY DIVA, Admirals-Cup-Gewinner von 1985
  - WVW Wassersportverein Wulsdorf; FUN-Klasse, Vizeweltmeister 1994
- Schießen: GTV Bremerhaven von 1862; Regionalliga Nord Luftpistole
- Tanzen: TSG Bremerhaven; erfolgreichster Tanzsportclub der Welt
- Tennis: Bremerhavener TV 1905; 1. Bundesliga
- Triathlon: Triathlon; Citytriathlon-Veranstaltung in der Sprint- und Olympiadistanz
- Inline-Skaterhockey: ERC Bremerhaven Whales; 1. Herren- 2. Bundesliga Nord; 2. Herren-Verbandsliga
- Volleyball:
  - Sport Freizeit Leherheide (SFL)
  - Wölfe Bremerhaven
  - Volleyball Club Fischtown Sharks Bremerhaven

#### Inklusion
2021 bewarb sich die Stadt zusammen mit Bremen als Host Town (Gastgeberstadt) für die Gestaltung eines viertägigen Programms für eine internationale Delegation der Special Olympics World Summer Games 2023 in Berlin. 2022 wurde sie als Gastgeberin für Special Olympics Vereinigte Staaten ausgewählt. Die Delegation umfasste 201 Personen. Damit wurde Bremerhaven Teil des größten kommunalen Inklusionsprojekts in der Geschichte der Bundesrepublik mit mehr als 200 Host Towns.

## Religionen, Kirchen
Siehe auch: Liste von Sakralbauten in Bremerhaven

### Konfessionsstatistik
Gemäß dem Zensus 2011 waren 45,5 % der Einwohner evangelisch, 10,8 % römisch-katholisch und 43,7 % waren konfessionslos, gehörten einer anderen oder keiner Glaubensgemeinschaft an oder machten keine Angabe.
2017 waren von den 118.941 Einwohnern 36,3 % der Evangelischen Kirche, 10,7 % der Römisch-katholischen Kirche und 53,0 % gehörten einer anderen Glaubensgemeinschaft an oder machten keine Angabe. Mit Stand 31. Dezember 2021 waren von den 117.537 Einwohnern 32,5 % (38.251) Mitglied der Evangelischen Kirche, 10,0 % (11.777) der Römisch-katholischen Kirche und 57,5 % gehörten einer anderen Glaubensgemeinschaft an oder machten keine Angabe. Am Stichtag 31. Dezember 2023 waren nach Recherchen der Forschungsgruppe Weltanschauungen in Deutschland 29,8 % der Einwohner evangelisch, 9,3 % römisch-katholisch und 60,9 % waren konfessionsfrei oder gehörten einer sonstigen Religionsgemeinschaft an.

### Evangelische Kirche

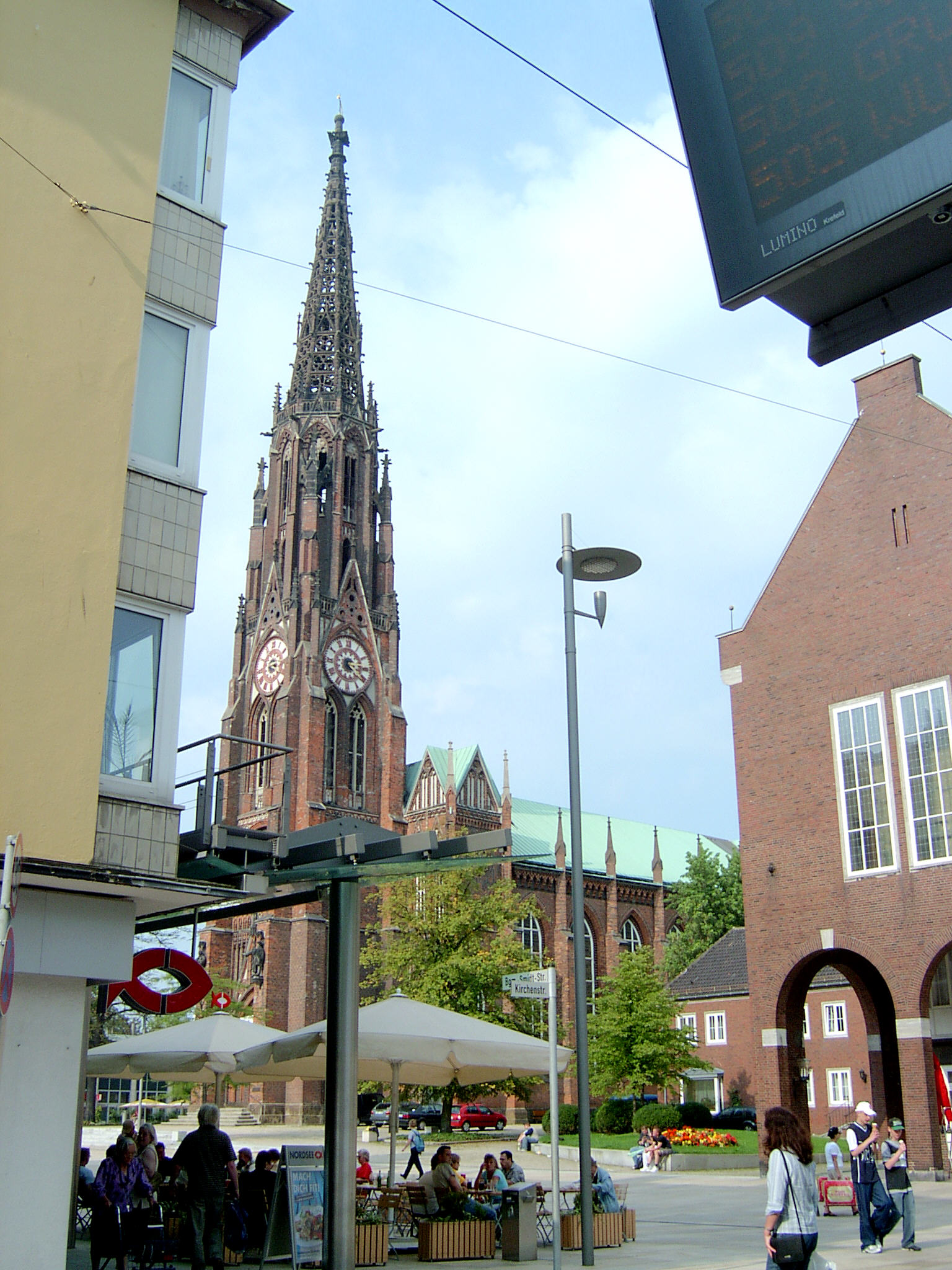
Bürgermeister-Smidt-Gedächtnis-Kirche mit Pastoren- und Gemeindehaus

Die Einwohner der heutigen Stadtteile waren im 19. Jahrhundert überwiegend in der evangelischen Kirche.

1827, nach der Gründung Bremerhavens, war dessen Bevölkerung zunächst in die Kirchengemeinde Lehe eingepfarrt.

Lehe war zunächst eine überwiegend reformierte Siedlung, in der schon ab 1520 die Reformation eingeführt worden war. Während der Schwedenherrschaft war jedoch das lutherische Bekenntnis vorherrschend.
Ab 1846 wurde die ev. Bürgermeister-Smidt-Gedächtniskirche gebaut, an der eine aus lutherischen und reformierten Gemeindegliedern bestehende unierte Gemeinde entstand, die zur Bremischen Evangelischen Kirche gehörte und bis heute die einzige Kirchengemeinde dieser Landeskirche in Bremerhaven ist. Von ihr spaltete sich 1855 eine lutherische Gemeinde ab.
Die später gegründeten Kirchengemeinden, wie die der 1863 erbauten Kreuzkirche sowie die Kirchengemeinden der mit Bremerhaven seit 1939 vereinigten Stadt Wesermünde beziehungsweise deren Vorgängergemeinden Geestemünde und Lehe, gehören – sofern es sich um lutherische Gemeinden handelt – zur Evangelisch-Lutherischen Landeskirche Hannovers (Kirchenkreis Bremerhaven innerhalb des Sprengels Stade) beziehungsweise – sofern es sich um reformierte Gemeinden handelt – zur Evangelisch-reformierten Kirche (Synodalverband VIII).

### Vereinigung Evangelischer Freikirchen
Die Vereinigung Evangelischer Freikirchen (VEF) ist in Bremerhaven mit sieben Gemeinden vertreten. Davon gehören zwei Gemeinden zur Freikirche der Siebenten-Tags-Adventisten und jeweils eine zu folgenden Kirchengemeinschaften: Bund Evangelisch-Freikirchlicher Gemeinden (Baptisten), Bund Freier evangelischer Gemeinden in Deutschland, Christliche Gemeinschaft, Evangelisch-methodistische Kirche und Bund Freikirchlicher Pfingstgemeinden.
Daneben gibt es in Bremerhaven weitere freikirchliche Gemeinden, die nicht zur VEF gehören.

### Katholische Kirche

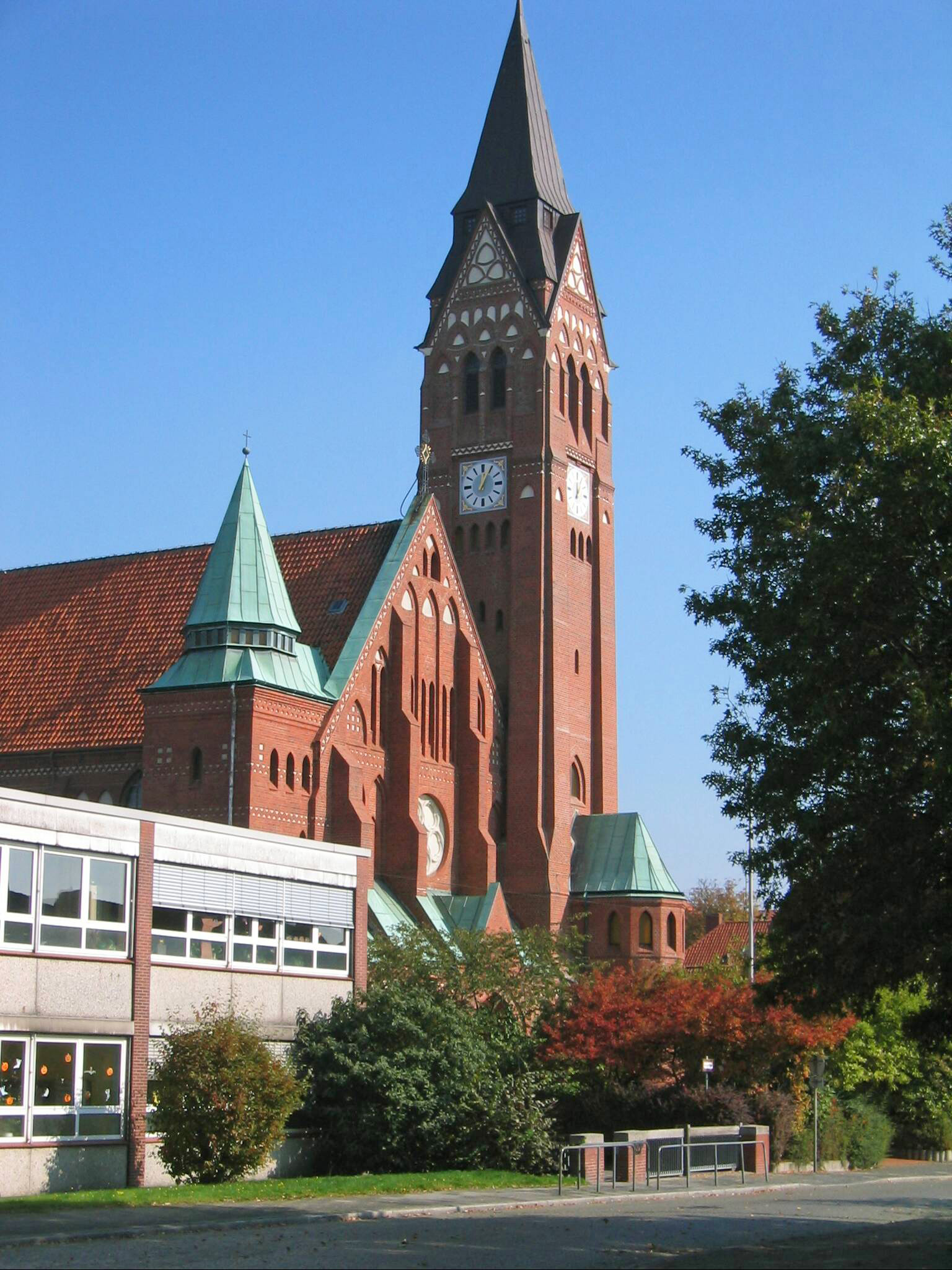
Herz-Jesu-Kirche in Lehe

Die Katholiken sind zahlenmäßig gegenüber den Protestanten stets in der deutlichen Minderheit geblieben. 1867 wurde die erste katholische Kirche St. Marien erbaut. Die zugehörige Gemeinde war Filialgemeinde zu St. Johann in Bremen (Bistum Osnabrück) und wurde 1902 eine selbstständige Pfarrei. Es folgten weitere Gemeinden mit u. a. der Herz-Jesu-Kirche Geestemünde und der Herz-Jesu-Kirche Lehe, beide von 1911. Heute gehören die Pfarrgemeinden von Bremerhaven sowie die des Landkreises Cuxhaven zum Dekanat Bremerhaven des Bistums Hildesheim. Das Bistum Hildesheim ist ferner Träger der Grundschule Stella Maris sowie der Edith-Stein-Schule. In der Vergangenheit befanden sich weitere Schulen in Trägerschaft der Katholischen Kirche, siehe Geschichte des katholischen Schulwesens in Bremerhaven.

### Neuapostolische Kirche
Bis Ende 2013 gab es drei kirchliche Stadtgemeinden in Wulsdorf, Geestemünde und Lehe. Ab Ende 2013 wurden sie zu einer Gemeinde zusammengeführt, die in Geestemünde ihren Sitz hat.

### Judentum

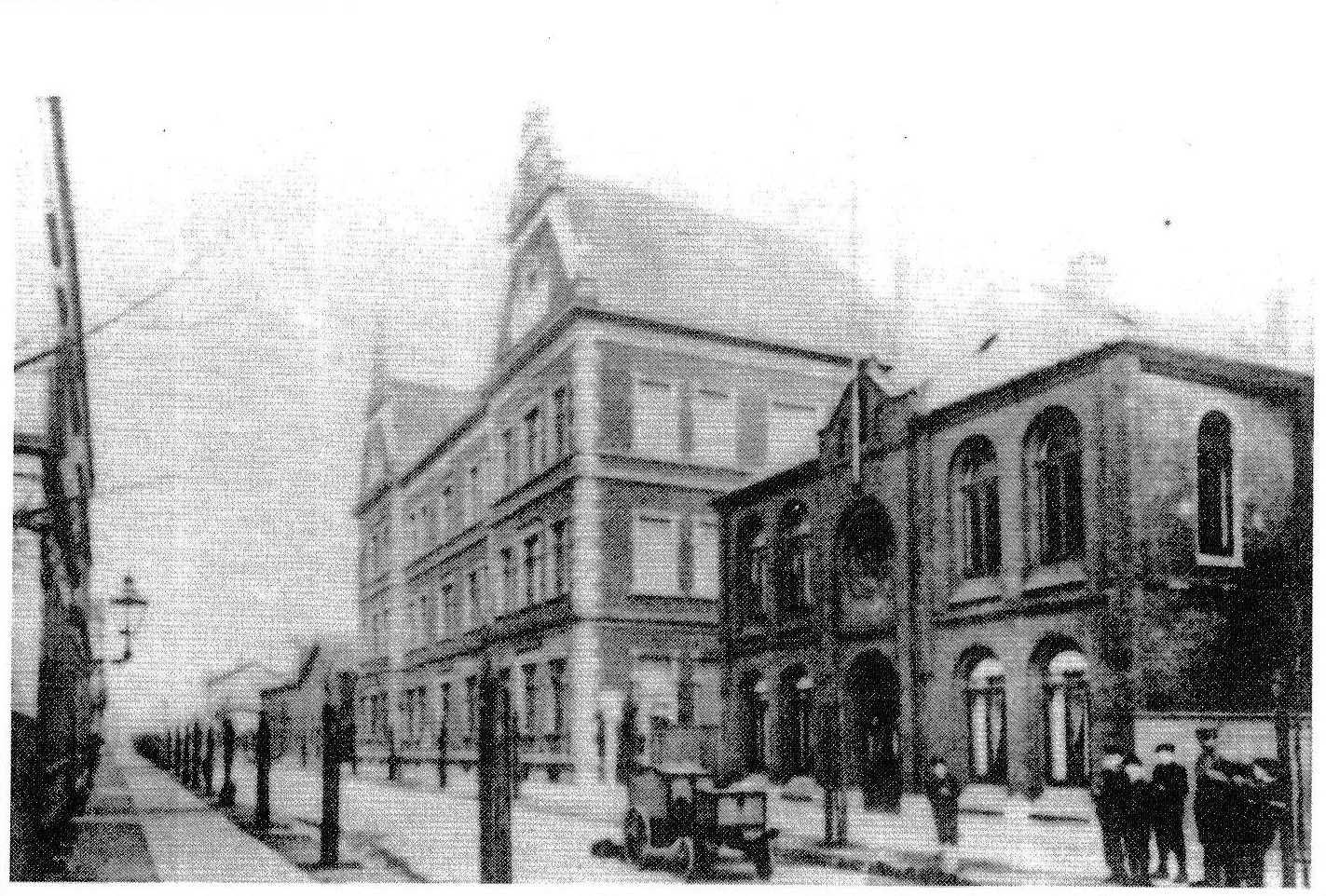
Alte Synagoge in Bremerhaven, erbaut 1878, zerstört am 9. November 1938

Der dem Landrabbinat Stade unterstehenden Synagogengemeinde Lehe waren auch die Ortschaften Debstedt, Geestendorf und Spaden angeschlossen. Der Zusammenschluss der Leher und Geestemünder Juden zu einer Gemeinde war mit vielerlei Schwierigkeiten verbunden, weil die kleine Judenschaft Geestemündes lange Zeit auf ihrer Eigenständigkeit bestand. Schließlich beendeten die Behörden den Streit. Die zwangsvereinigte neue jüdische Gemeinde hieß später offiziell „Synagogengemeinde Wesermünde“. Zum Eigentum der Gemeinde gehörten die 1878 erbaute Synagoge mit 300 Sitzplätzen, die Religionsschule und der nahe der Spadener Straße gelegene Friedhof. Dieser „Juden-Kirchhoff“ wurde erstmals 1765 urkundlich erwähnt. 1931 lebten ca. 340 Juden in Wesermünde-Bremerhaven (bzw. Lehe-Geestemünde). Seit 1816 existierte eine Synagoge in Ritzebüttel (Cuxhaven). Am Ende des Zweiten Weltkriegs war die Region des heutigen Landkreises Cuxhaven „judenfrei“. Die frühere Synagoge an der Schulstraße im Stadtteil Geestemünde wurde am 9. November 1938 zerstört.
Im November 2000 wurde in Bremerhaven die Jüdische Gemeinschaft Bremerhaven mit 30 Mitgliedern neu gegründet. Sie richtete 2000 eine neue Synagoge in der Kirche am Kleinen Blink, einer ehemaligen Kirche der amerikanischen Kaserne, ein.

### Islam
Es gibt eine größere islamische Bevölkerungsgruppe, die vor allem eingewanderte Türken, daneben auch Libanesen, Palästinenser, Iraner, Pakistaner, Syrer und Nordafrikaner umfasst. Es gibt drei Moscheen, darunter eine der Türkisch-Islamischen Union der Anstalt für Religion in Lehe, eine von Millî Görüş in Geestemünde und die Selimiye-Moschee des Verbands der Islamischen Kulturzentren e. V. ebenfalls in Geestemünde.

## Auszeichnungen
Stadt der Wissenschaft

Zusammen mit Bremen erhielt Bremerhaven 2005 bei der erstmaligen Verleihung dieses Preises den vom Stifterverband für die Deutsche Wissenschaft vergebenen Titel „Stadt der Wissenschaft“.
Klimastadt Bremerhaven

Bremerhaven verfügt mit dem Alfred-Wegener-Institut, dem Klimahaus Bremerhaven und Forschungseinrichtungen zur Offshore-Windenergie über besondere Kompetenzen im Bereich Klimaschutz. Die Stadt hat sich verpflichtet, bis 2020 die CO2-Emissionen um 40 % gegenüber dem Vergleichsjahr 1990 zu reduzieren. Für diese Bemühungen erhielt sie 2012 die Auszeichnung „European Energy Award“.

## Persönlichkeiten
Seit 1885 haben Bremerhaven und seine Vorgängergemeinden Lehe, Geestemünde und Wesermünde 24 Personen die Ehrenbürgerschaft verliehen.

## Sagen und Legenden
Aus Hake Betken siene Duven, Das große Sagenbuch aus dem Land an Elb- und Wesermündung:
- Der Klabautermann[93]
- Der Riese Rik und der Rote Sand[94]
- Die Krone im Wulsberg
- Der Galgen in Wulsdorf
- Witteburg – Stinteburg
- Galopp-Eisen und Flug-Eisen
- Der gebratene Pudel
- Nieschen-Wetter
- Der heilige Dionysius[94]
- Der Kinderteich in Lehe
- Der Blexer Kirchbau und das Kind von Lehe
- Der Franzose und die Granat
- Der Weihnachtsmann im Bütteler Berg
- Jan Klövensteens nächtliches Abenteuer
- Das Hexenkreuz vor dem Ekkerfelde[95]
- Das Brillenmoor[96][97]
- Der Morgenstern[98]